# История Бурятии
История Бурятии — события на территории современной Бурятии, субъекта Российской Федерации, с начала расселения там людей.

## Древнее время
Каменные орудия с горы Хэнгэрэктэ в Хоринском районе датируются финалом нижнего палеолита (от 450 до 250 тыс. л. н.).
В массиве Хотык на левобережье реки Она, между сёлами Анинск и Алан, находится комплекс археологических памятников эпохи палеолита Хотык. Наиболее ранняя мустьерская индустрия Хотык (уровень 4) относится к докаргинскому времени (60—80 тыс. л. н.).
Комплекс А на поселении Каменка 1 в долине реки Брянка датируется радиоуглеродным методом периодом между 49 и 41 тыс. лет до настоящего времени, возможно, временем одного из умеренных событий, которое следует за холодным событием Хайнриха 5, и относится к исходному (IUP) или раннему (EUP) этапу верхнего палеолита. Термолюминесцентным и радиоуглеродным методами для нижнего уровня шестого литологического слоя Барун-Алан-1 получена дата 35 500 ± 4000 лет, для кровли седьмого литологического слоя — > 39 800 лет.
Пластины слоя 7г стоянки Барун-Алана-1 имеют сходство с пластинами с памятников Толбага, Каменка 1 и некоторых других местонахождений раннего верхнего палеолита Забайкалья. Каменные индустрии местонахождения Барун-Алан-1 (нижний уровень слоя 6, уровень 6/7, слой 7) в Западном Забайкалье и местонахождения Сухотино-4 в Восточном Забайкалье представляют археологическую культуру хэнгэрэктэ-сухотино.
Стоянка Подзвонкая существовала на раннем этапе позднего палеолита (ок. 40 тыс. л. н.).
Стоянка Хотык-3 датируется возрастом 30—40 тыс. лет назад. Поселение Варварина Гора функционировало в конце малохетского потепления 34,9 тыс. л. н. Поселение Толбага в Забайкальском крае вместе с бурятскими памятниками Варварина Гора, Каменка 1 − комплекс А, Подзвонкая и забайкальскими памятниками Мастерова Гора и Арта-2, 3 позволяет выделить толбагинскую культуру. Антиподом для ранней поры позднего палеолита в Забайкалье при сравнении характера каменной индустрии является куналейская культура, так как толбагинцы изготавливали орудия в основном из пластин, а куналейцы — в основном из отщепов. Базовый памятник куналейской культуры (Куналей) находится в Бичурском районе.
В Тункинской долине на правом берегу реки Иркут на стоянке Туяна найдены фрагментированные останки первобытных людей (части большеберцовой, бедренной и пяточной костей) возрастом ок. 31 тыс. лет назад, а также каменные орудия и костяные артефакты.
Поселение Санный Мыс в долине реки Уда функционировало 25 тыс. л. н., стоянка Ошурково в долине реки Селенга — 10 900±500 лет назад. Поселения Усть-Кяхта 3 и Усть-Кяхта 17 существовали 11—12 тыс. л. н.. В массиве Баин на высоте 130—160 м от уровня воды реки Хилок находится палеолитическая стоянка Баин. В 15 км к востоку от села Хоринск, на правом берегу реки Она находится палеолитическая стоянка Хотогой-Хабсагай I (Сапун-гора). Местонахождение Барун-Алан-1, расположенное у села Алан на отрогах горы Хэнгэрэктэ представляет собой комплекс археологических памятников: поселения эпохи среднего палеолита, бронзового и железного веков, наскальные рисунки.
Зуб древнего человека, найденный близ деревни Усть-Кяхта на участке Усть-Кяхта-3 и исследованный генетиками показал, что геном его обладателя, жившего ок. 14 тыс. л. н., происходит от древних северных евразийцев (ANE) (Мальта́) и северо-восточных азиатов (Northeast Asian (NEA)). У представителя селенгинской культуры UKY001 определена Y-хромосомная гаплогруппа C2a2-M217>C-F3918* (ISOGG 2019) и митохондриальная гаплогруппа C4.
К мезолиту относятся древнейшие слои стоянок Халюта в местности Халютинский Аршан (Иволгинский район), Байкальское VIII (Лударь 1) в Северо-Байкальском районе.

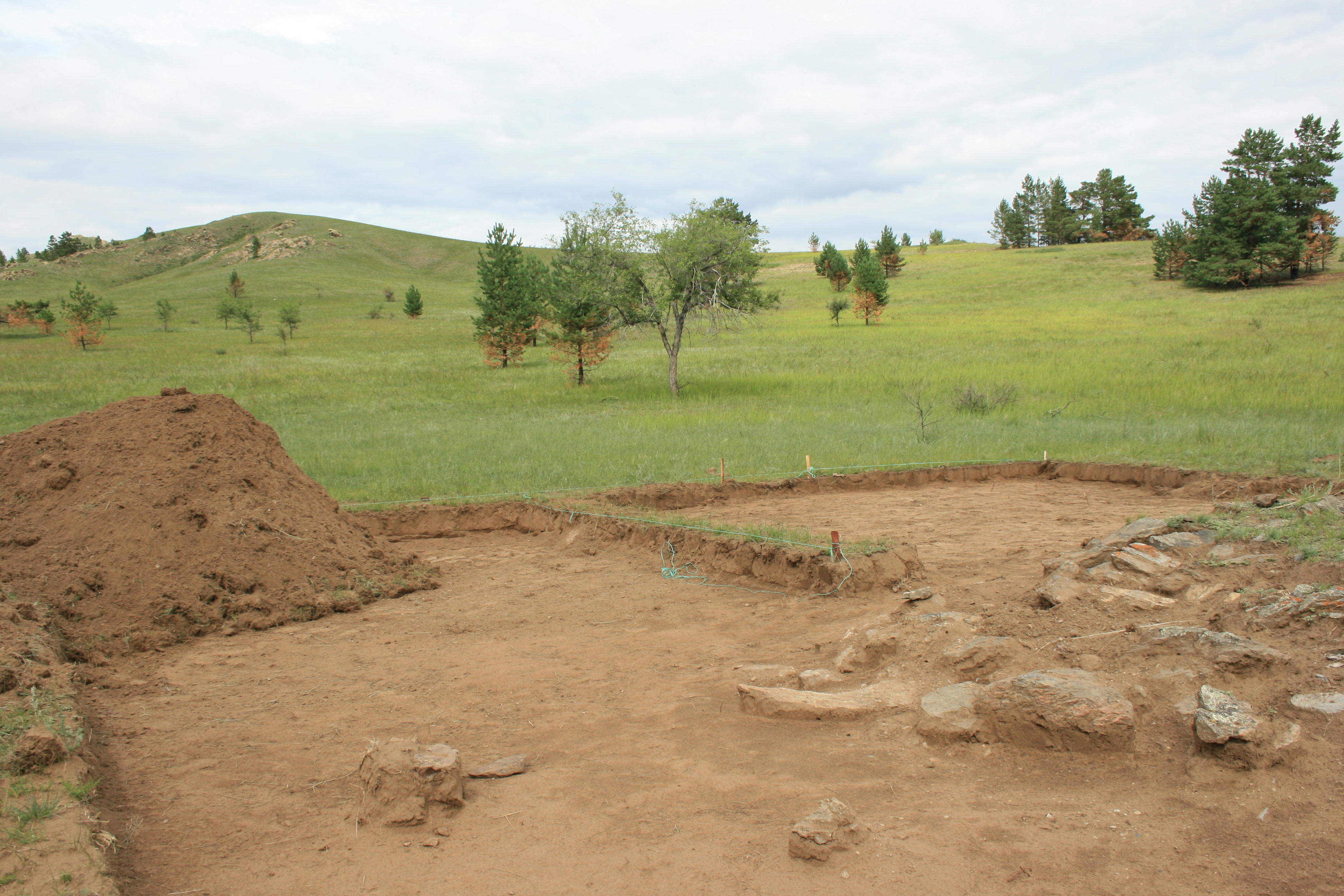
Раскопки могильника хунну Оргойтон (с царским курганом) близ с. Зарубино Джидинского района, август 2009 г.

К неолиту относятся стоянки: Байсар в левобережье реки Большой Амалат (Баунтовский район), Гунда между озёрами Гунда и Аршан, Турхул на озере Турхул (Еравнинский район), Дундухул (Кижингинский район), Усть-Гарга (Курумканский район), Гора Батор, Большая Кочка, Усть-Бамбуйка (Красный Яр), Усть-Тулдунь (Муйский район), Орлик на правом берегу реки Оки (Окинский район), Безымянка (Прибайкальский район), Арсентьево (Селенгинский район), Котельниковский, Талая (летники Горемыки 1), Байкальское VII (Северо-Байкальский район), Жемчуг в устье ручья Жемчуг (Тункинский район), Некрасовка в Улан-Удэ, Додо-Она, Хотогой-Хабсагай II (Хоринский район), Адамово на реке Баргузин (Баргузинский район), местонахождения Байкало — Кудара, Быково — Байкало — Кудара (Кабанский район), погребение Новая Шишковка в Улан-Удэ, захоронение в Зеленхозе возрастом 7 тыс. лет назад.
В 1927 году академик А. П. Окладников близ села Кабанск и деревни Фофаново (на границе Прибайкальского и Кабанского районов) нашёл разновременные захоронения с выразительным инвентарем эпохи позднего неолита (II тыс. до нашей эры), бронзового и железного веков. В 1934 году М. М. Герасимов раскопал у деревни Фофаново ряд большей частью нарушенных погребений с инвентарем глазковского типа (Фофановский могильник). Для Фофановского могильника китойской культуры получены 11 дат — от 6460 до 5220 года до нашей эры.
Темниковская пещера в Селенгинском районе известна наскальной живописью эпохи бронзы и раннего железного века. Наскальные рисунки, выполненные красной охрой, относятся к «селенгинской группе» петроглифов. Изображены фигуры людей, птиц, магические и солярные знаки, оградки и др.
Протомонгольские племена проживавшие здесь создали так называемую культуру плиточных могил. К бронзовому веку относятся: могильники Анинский дацан, Анинский дацан-2, Онинский, Алтачейский, Баин, Алцак I, Алцак II, Ангир, Челсан, Хукто-Хан (1-7), Хайласын I, петроглифы Малтай-Шулуун (Ангир), Баин-Хара, Городовой Утёс, Пещера Иркутская, Мондогор-Хабсагай, Наран (Наран-Хабсагай), Хотогой-Хабсагай, писаница Алташейская, писаница Хайласын II.
К железному веку относятся: могильник Хукто-Хан (8), местонахождение Усть-Дунгуй, стоянка на Баранчеевском озере, стоянки Хорибяты, Саган-Шулун, городища Берла 1, Байкальское I—V.

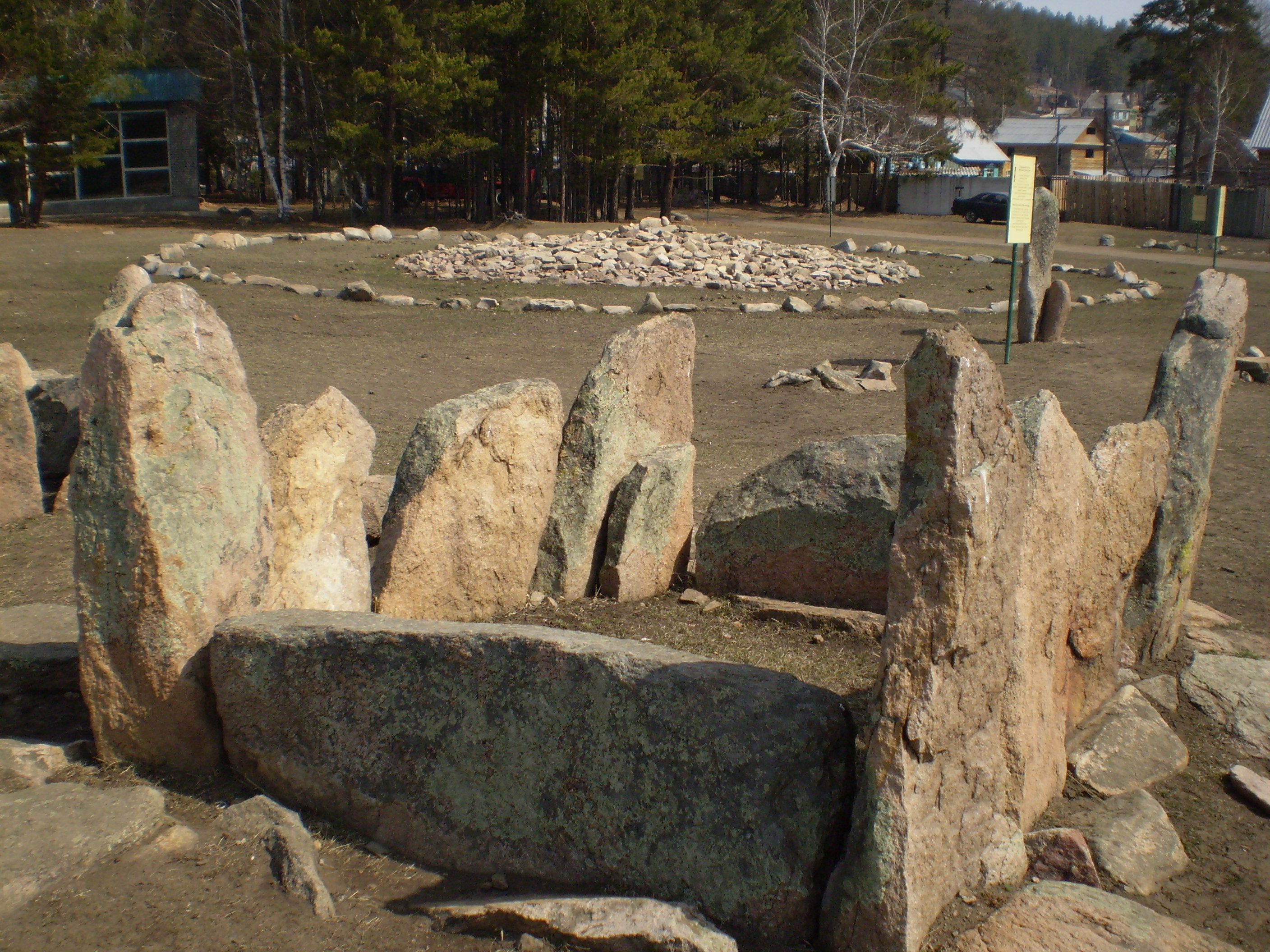
Плиточная могила. Бронзовый век, Хоринский район, Бурятия
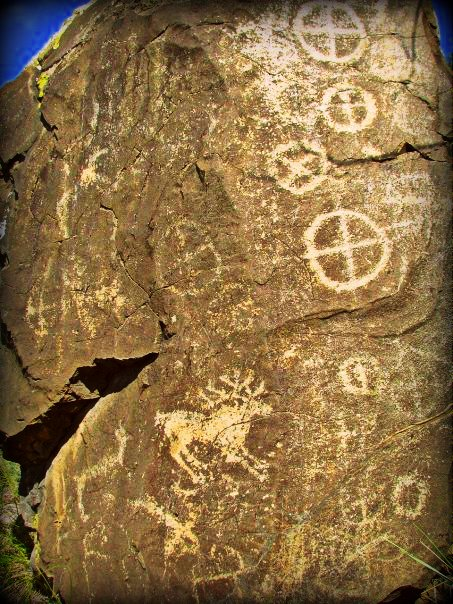
Писаница Бага-Заря
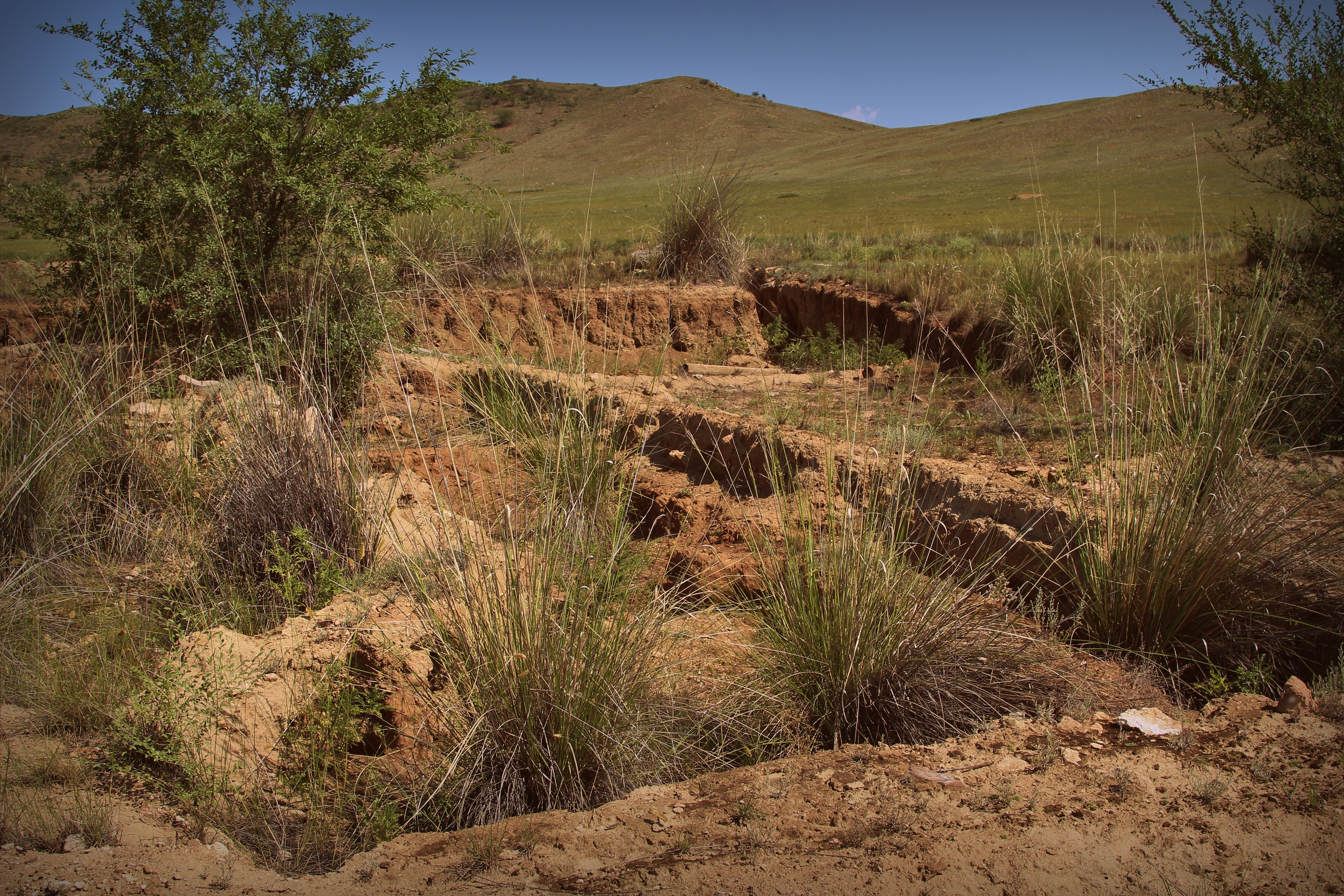
Баян-Ундэр
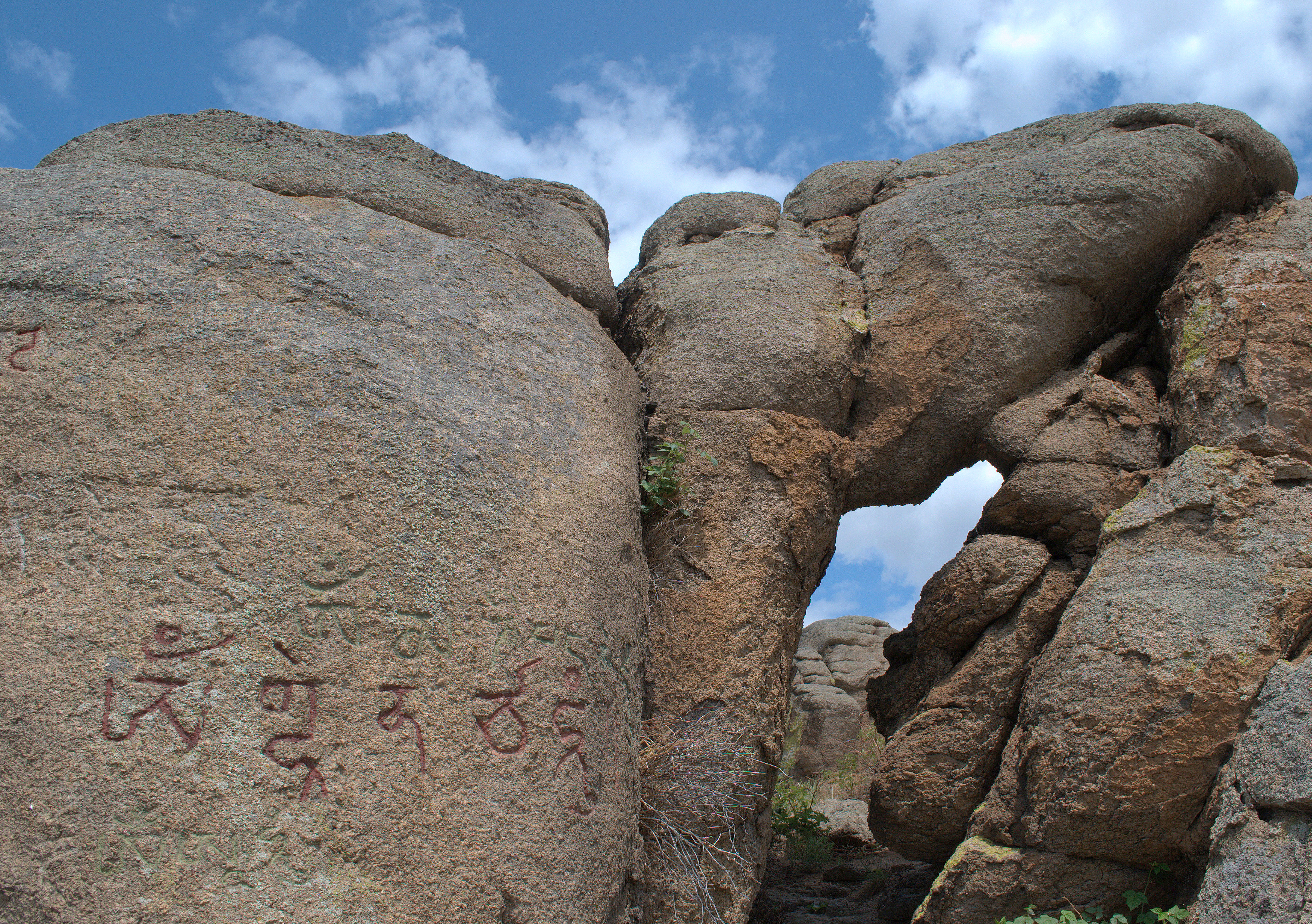
Каменная крепость Хорой-Шулуун

## Первые государства и племенные образования на территории Бурятии

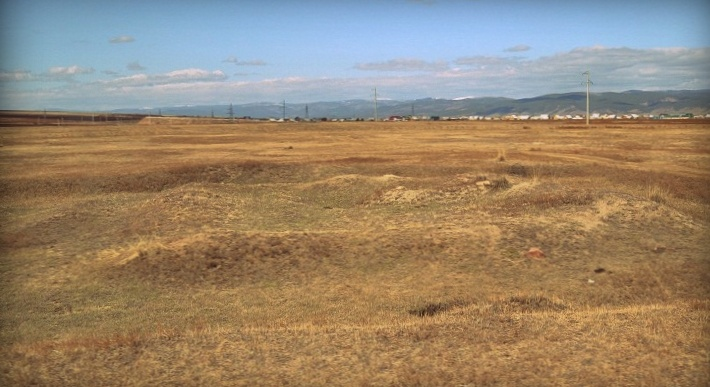
Иволгинское (хуннское) городище (I век до н. э. — I век н. э.)

На рубеже нашей эры южные районы современной Бурятии составляли северную часть государства Хунну — древнего кочевого народа, с 220 года до н. э. по II век н. э. населявшего Монгольское плато. После распада Хунну земли перешли под контроль Сяньби (93—234) и Жужаньского каганата (330—555).
В VII—VIII вв. юг современной Бурятии частично контролировался Восточно-Тюркским каганатом (603—744), сменившимся Уйгурским каганатом (745—847).
В X—XI вв. южная половина современной Бурятии входила в состав государства киданей (907—1125).
Меркиты (монг. мэргид) — населяли южную Бурятию до начала XIII века. Остатки народа влились в остальные монгольские племена, часть откочевавала на запад. Среди бурят существуют роды, ведущие своё происхождение от меркитов.
Баяты — монгольское племя, населявшее южные районы современной Бурятии. Часть баятов в XVII веке откочевала на запад и осела на западных отрогах Хангая у рек Дзабхан и Дэлгэр-Мурэн, а затем далее за Монгольским Алтаем в Джунгарии.
В IX—XIII веках хори-туматы (тумед) жили на территории современных Иркутской области и юго-запада Бурятии, в XIII веке мигрировали во Внутреннюю Монголию. Северную Бурятию населяли барга-монголы, которые позже также откочевали во Внутреннюю Монголию.

## В составе Монгольской империи
1206 год — провозглашение Темуджина Чингис-Ханом и основание Великой Монгольской империи, которая при его сыновьях и внуках простиралась от Адриатики до Тихого океана, включая территорию этнической Бурятии вокруг Байкала.
1266 год — Монгольская империя распалась на отдельные государства, но ханы признали формальное старшинство Хубилая.
1271 год — территории, на которых находится современная Бурятия, вошли в состав Империи Юань. До XVII века являлась частью Монгольского государства Северная Юань.
В начале XVII века из Монголии на север к бурятскому населению Забайкалья проник тибетский буддизм в традиции Гелугпа, в конце XVII — начале XVIII распространившийся на территории всего Забайкалья. Первоначально был распространён преимущественно среди этнических групп селенгинских и джидинских бурят, вышедших незадолго до этого из Халха-Монголии.

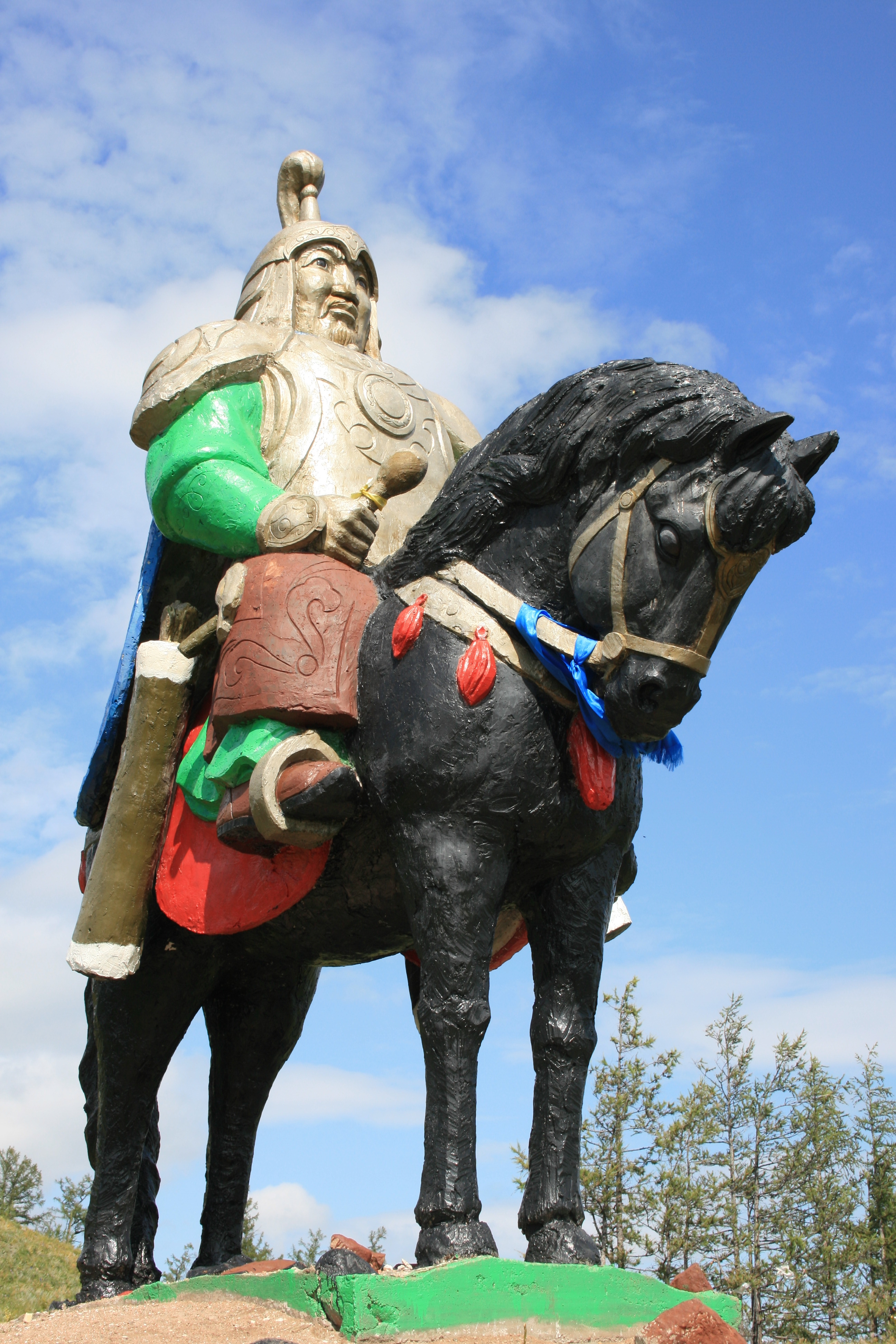
Скульптура батора на горе Бурин-Хан
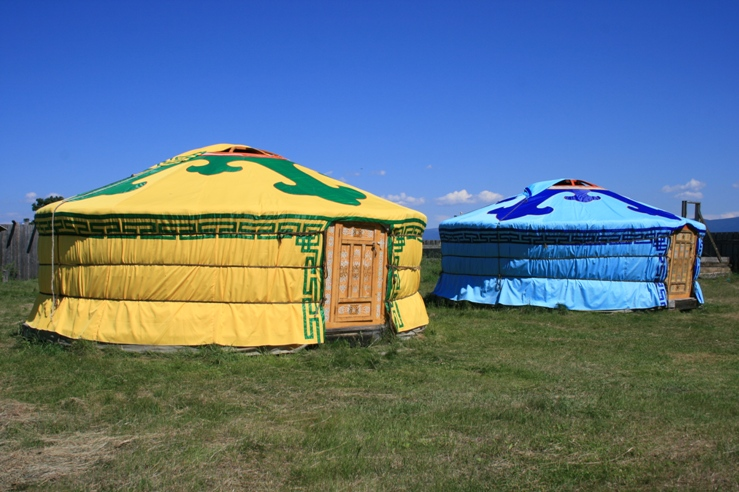
Бурятские юрты
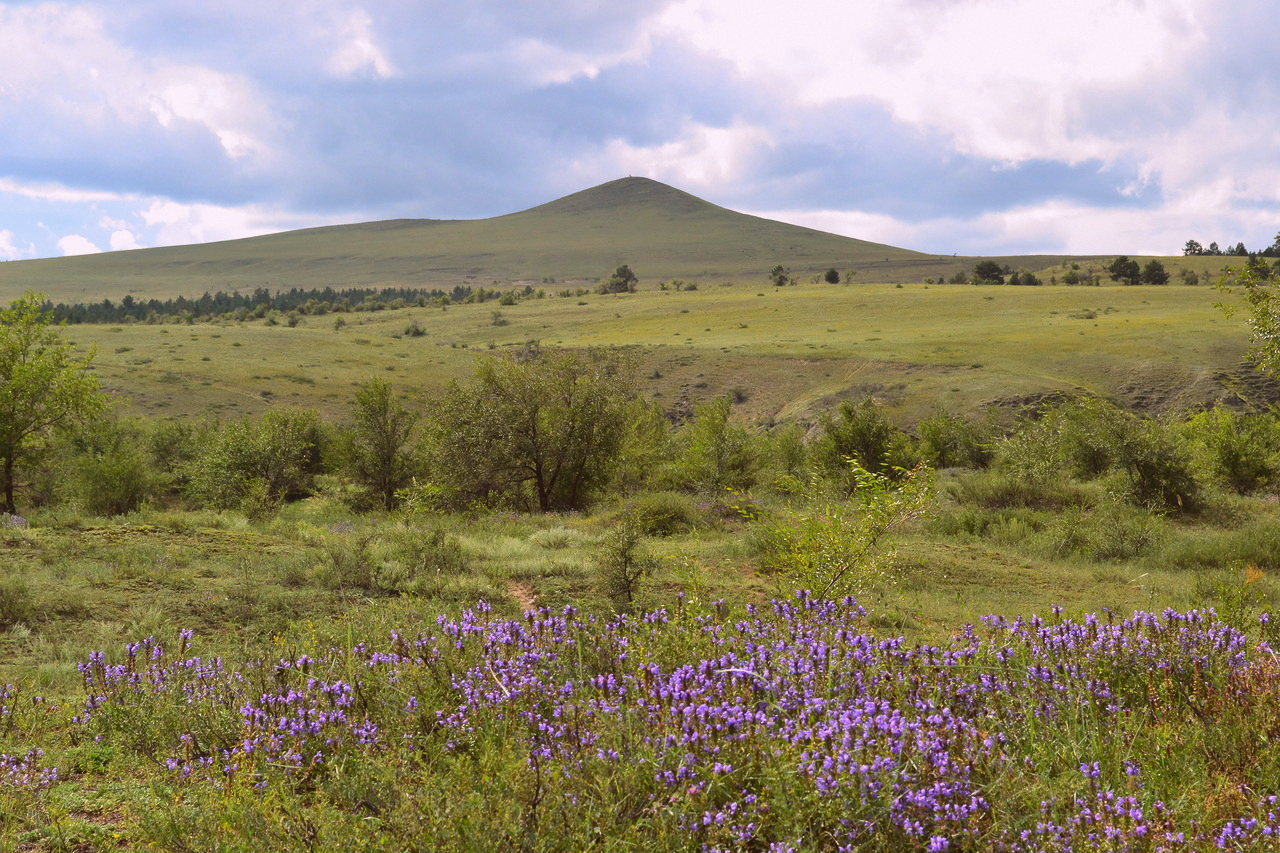
Боргойская степь
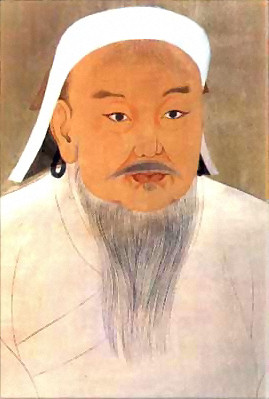
Чингисхан

## В составе Русского царства, Российской империи

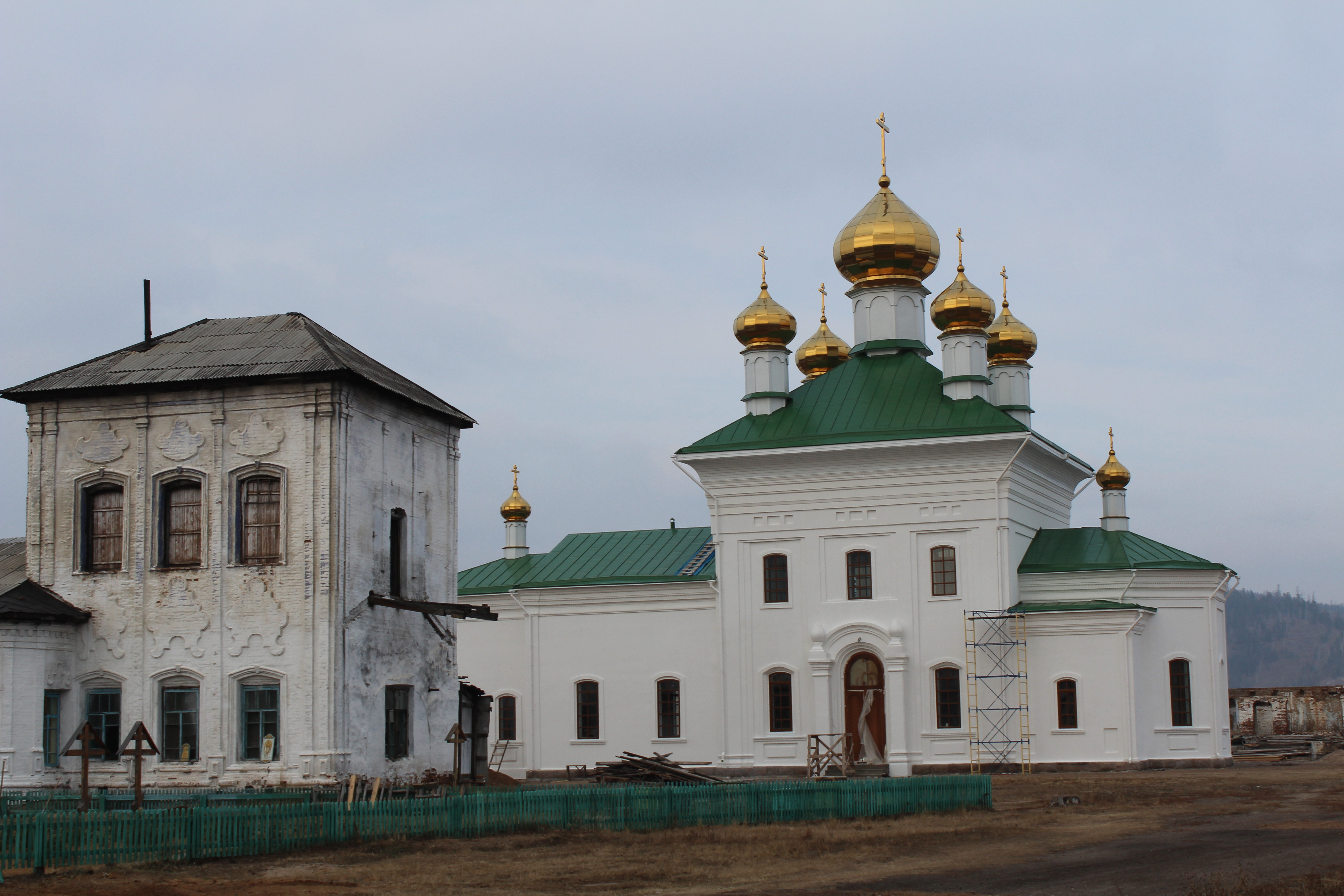
Первый в Забайкалье Свято-Троицкий Селенгинский мужской монастырь был основан по приказу царя Федора Алексеевича в 1681 году.

### XVII век
Осенью 1628 года отряд Петра Бекетова, двигаясь вверх по Ангаре, достиг земель нижнеудинских и балаганских бурят.
В 1639 году первые русские землепроходцы пришли в Забайкалье. Максим Перфильев, поднимаясь по реке Витим, достиг устья реки Ципы. В 1647 году Иван Похабов по льду перешёл Байкал и дошёл до монгольской Урги. Год спустя началось прочное водворение в регионе — в 1648 году Иван Галкин основал Баргузинский острог.
В 1652 году был заложен Баунтовский острог, в 1653 году Иргенский острог, в 1658 году — Телембинский и Нерчинский остроги, в 1662 году — Кучидский, в 1665 году — Селенгинский острог, в 1666 году — Удинский. На Селенге позднее были построены Кабанский острог и Ильинская слобода.
В 1674 год Ерофеем Бурдуковским был основан Тункинский острог. Более 20 лет он прослужил первым приказчиком крепости, многое сделав для экономического, хозяйственного освоения Тункинской долины.
В 1679 году в устье реки Итанцы, правого притока Селенги, был построен Итанцинский острог.
В 1681 году основаны Селенгинский Свято-Троицкий и Посольский Спасо-Преображенский монастыри.
В 1689 году был подписан Нерчинский договор между Российским государством и империей Цин. Была установлена граница по реке Аргунь.
Таким образом, к началу XVII века Российское государство, завоевавшее Западную Сибирь, подошло к западным и северным рубежам расселения монгольских племён, но на некоторое время остановилась и стала строить остроги и укрепления в Прибайкалье.
Одновременно с появлением в 1618 году на карте Восточной Азии новой мощной империи Цин активизировалась политика этого государства в отношении Монголии, которая оказалась в непосредственной близости с новыми владениями России и Китая.
Пользуясь междоусобными конфликтами между монгольскими правителями, Россия заключила договоры с Китаем — Нерчинский (1689) и Кяхтинский (1727), согласно которым Прибайкалье и Забайкалье вошли в состав России, а остальная часть Монголии стала провинцией империи Цин.
До XVII века по всей территории современных Монголии, Внутренней Монголии и Бурятии беспрепятственно кочевали монгольские племена. На момент присоединения территории Бурятии к России в этом регионе, в силу кочевого образа жизни, оказались различные монголоязычные племена (эхириты, булагаты, хори, сартулы, сонголы, хонгодоры и др.), что определило наличие различных диалектов бурятского языка, отличие в национальной одежде, обычаях и т. п.

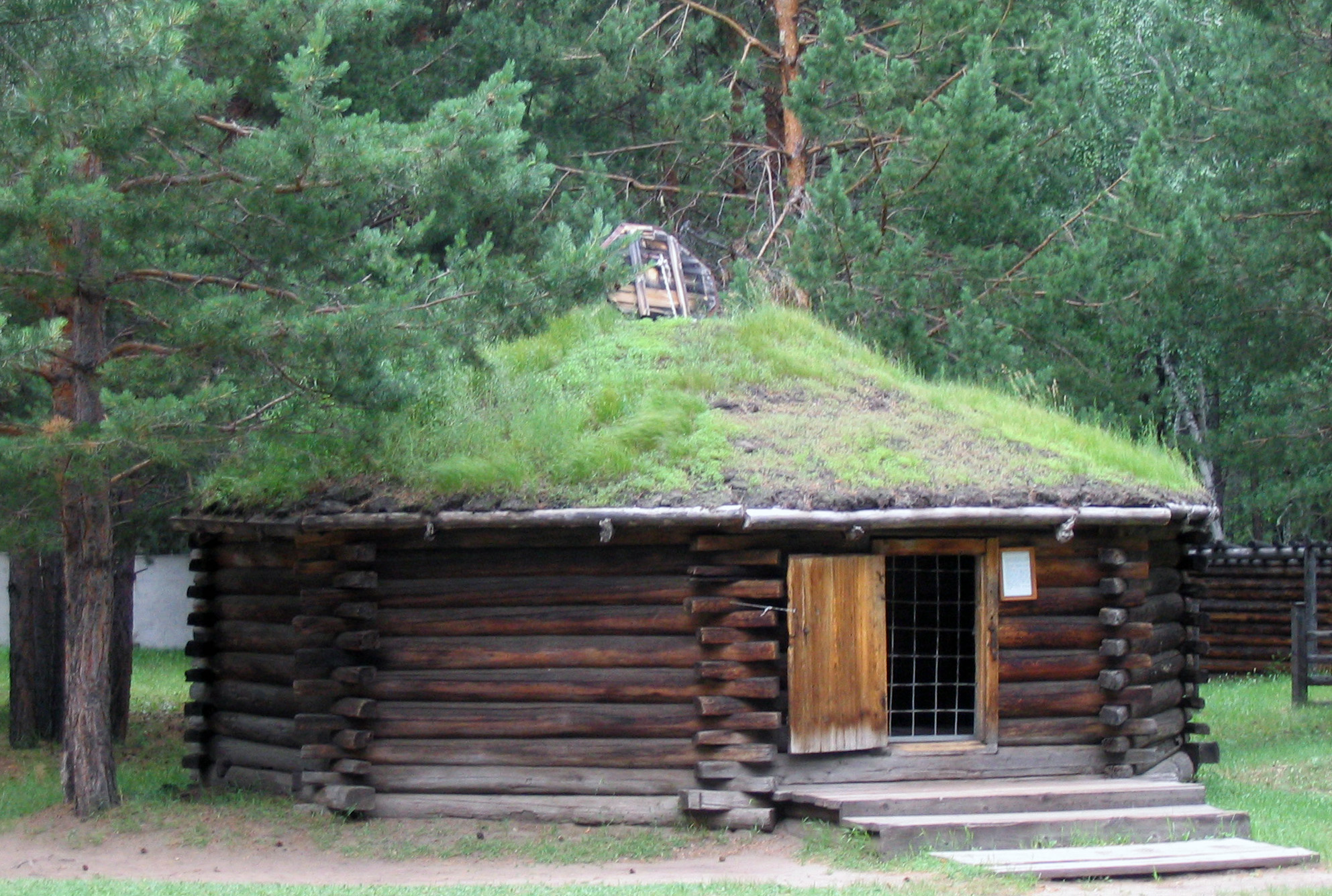
Бревенчатая юрта
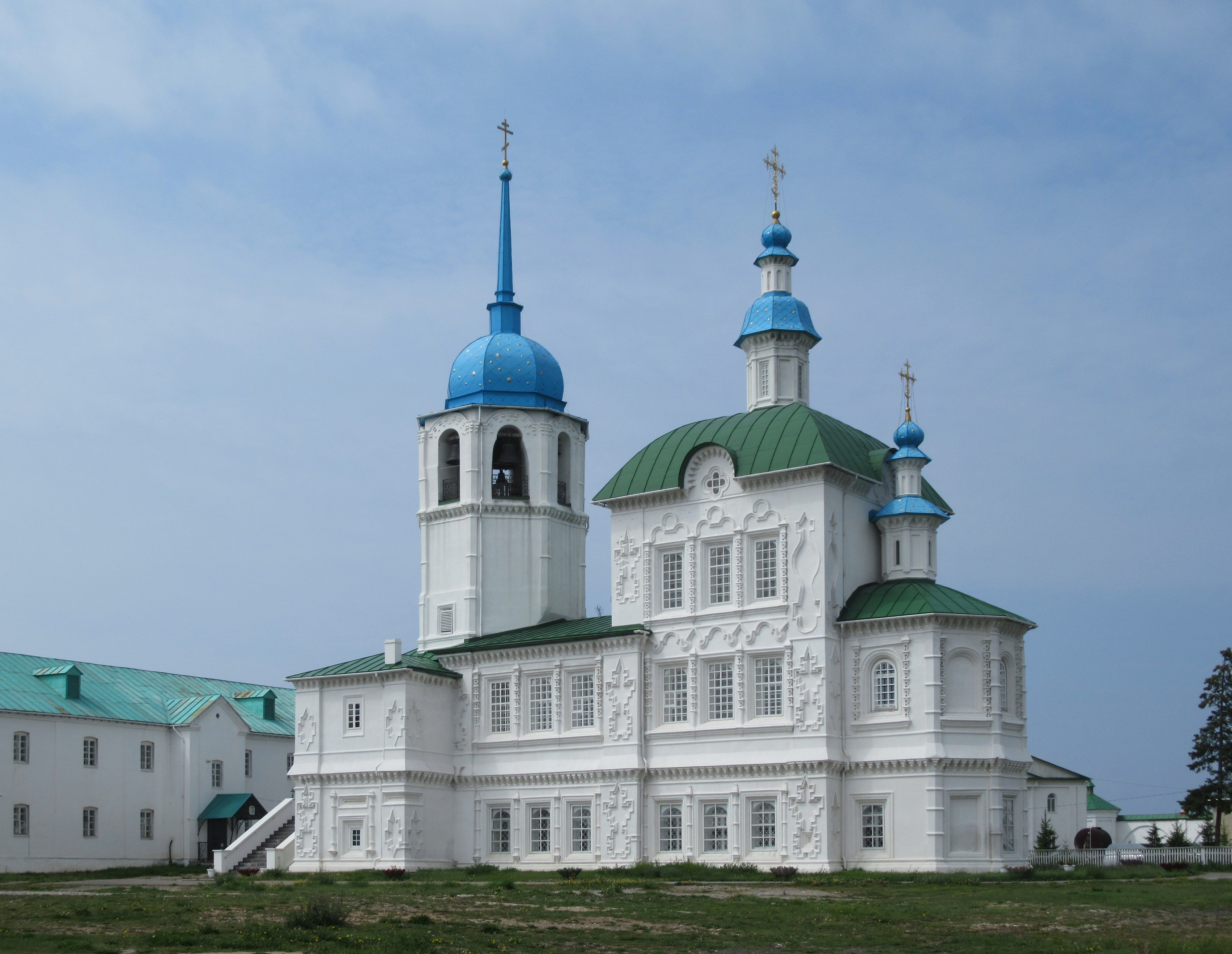
Посольский Спасо-Преображенский монастырь
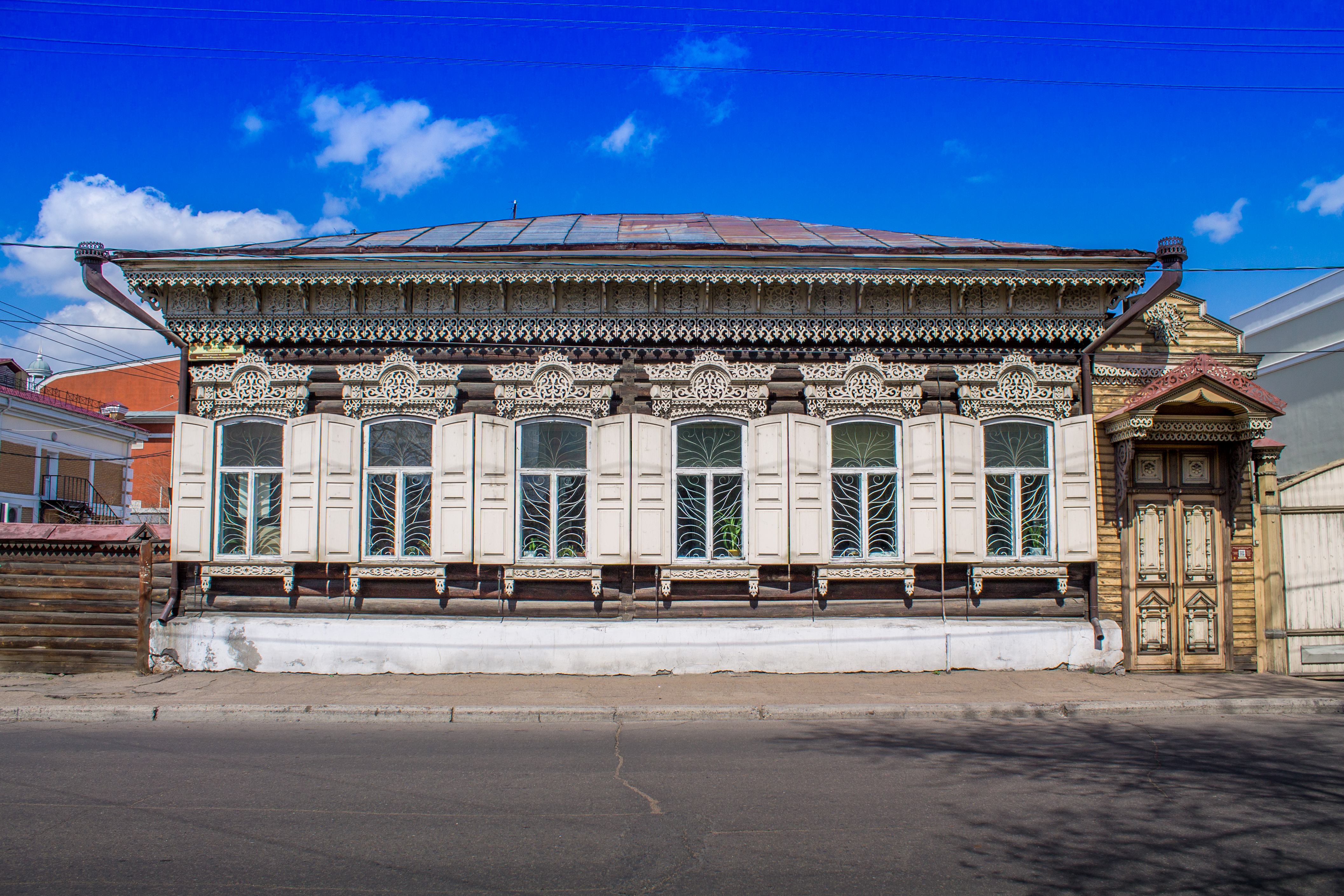
Верхнеудиск

### XVIII век
После проведения российско-китайской границы в 1729 году вышеуказанные бурят-монгольские племена, оказавшись отрезанными от основной массы монгольских племён, стали формироваться в будущий бурятский народ.
В 1741 году императрица Елизавета Петровна узаконила существование 11 дацанов и 150 лам при них.
В XVIII веке в Бурятию были переселены старообрядцы-семейские.

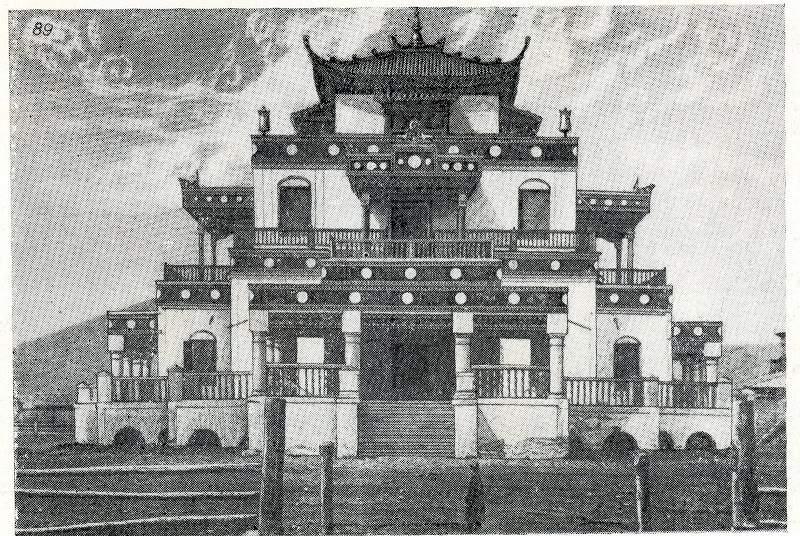
Анинский дацан
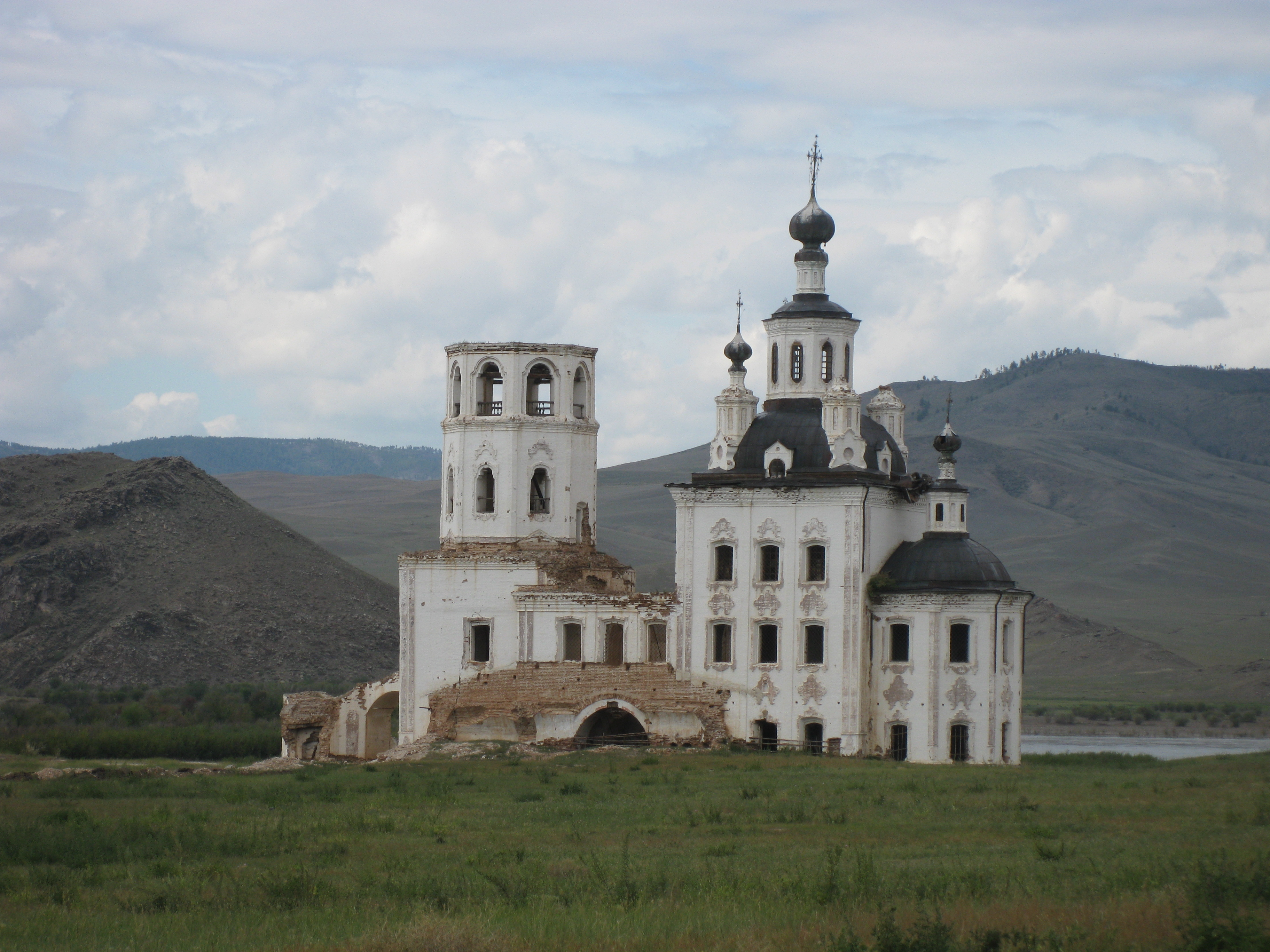
Селенгинский Спасский собор
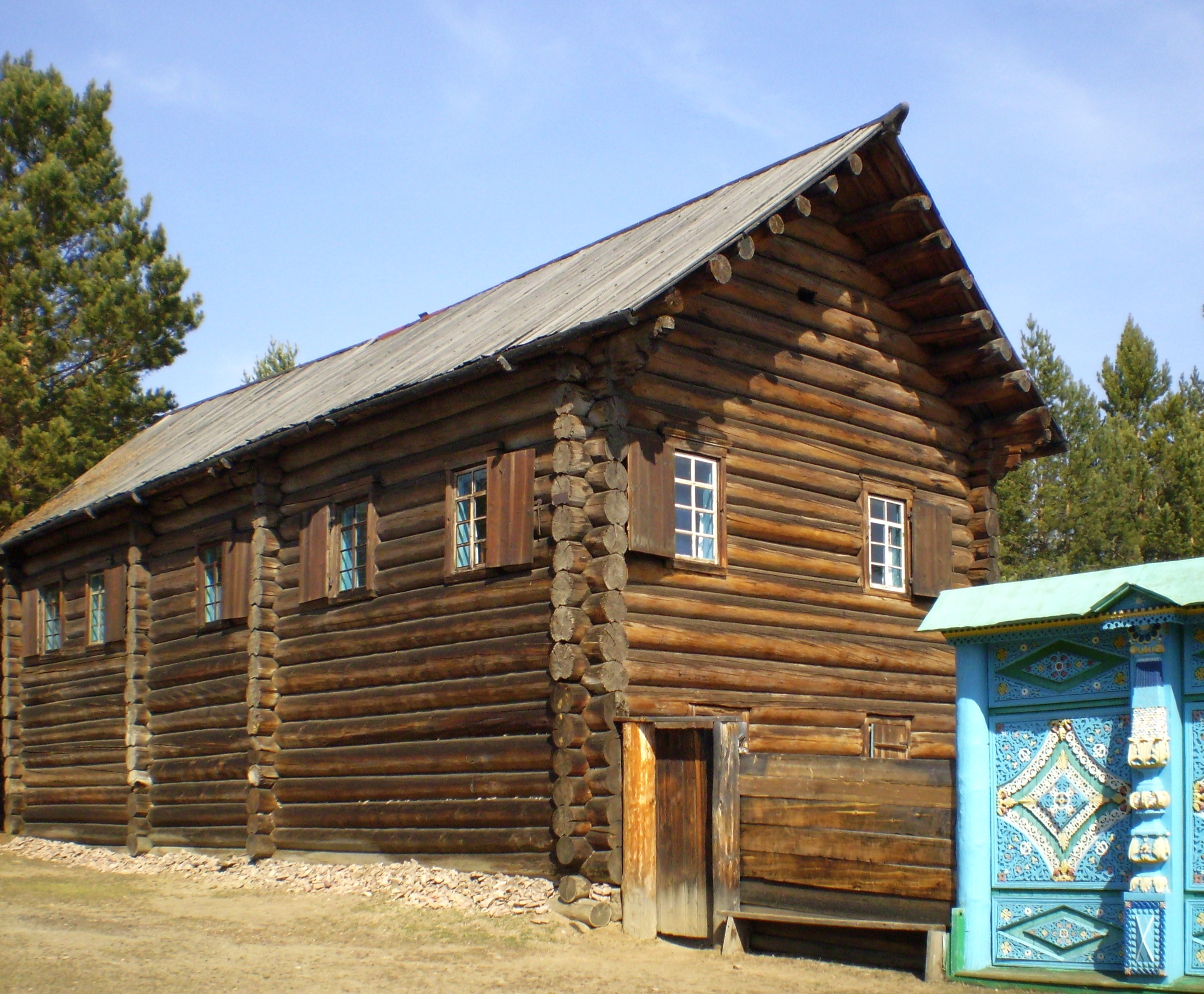
Дом семейского старообрядца
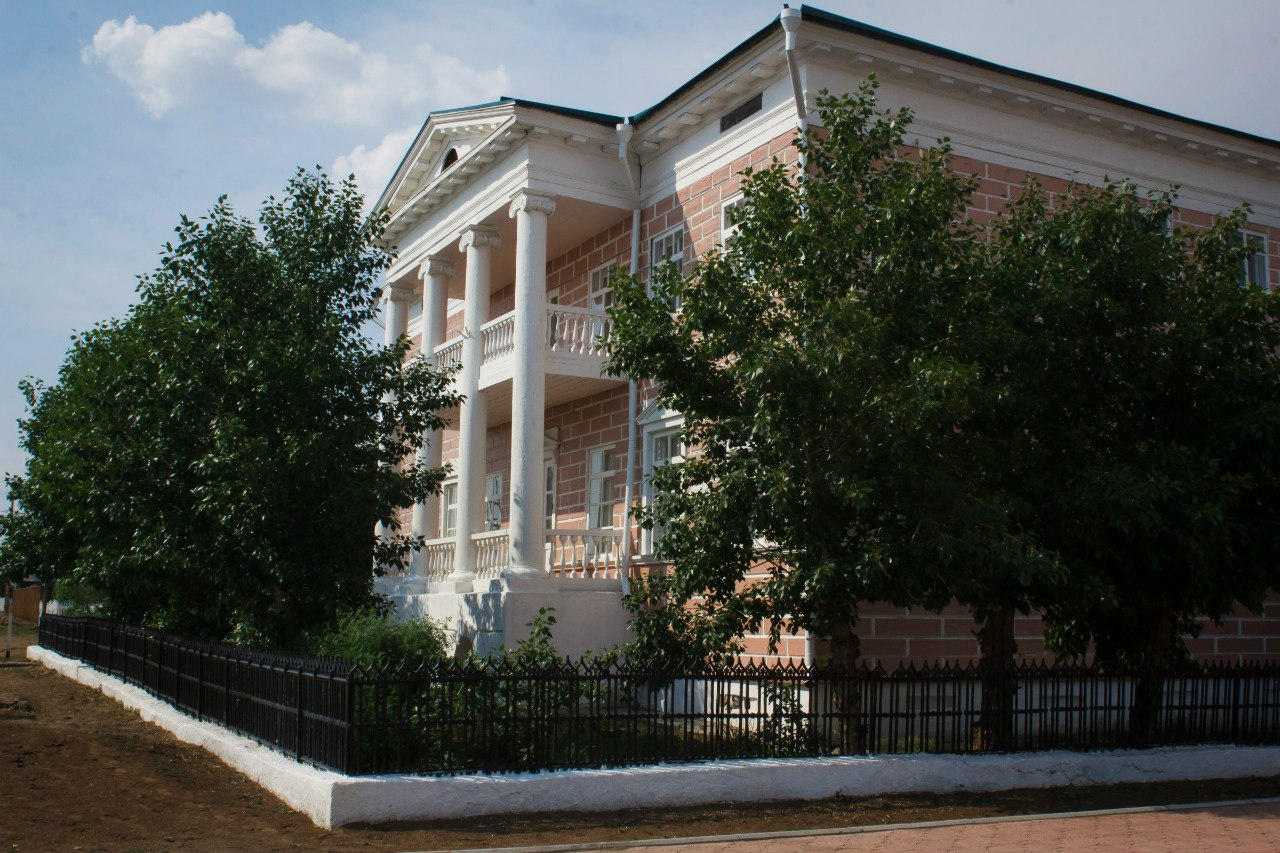
Декабристы в Бурятии. Музей

### XIX век
Селенгинский пехотный полк участвовал в сражениях против армии Наполеона в Отечественной войне 1812 года.
В 1820 году в Новоселенгинске начала свою деятельность Английская духовная миссия в Забайкалье.
После отбытия каторги на Петровском заводе 14 декабристов жили на поселении в Бурятии.
В 1851 году Забайкалье, состоявшее из двух округов — Верхнеудинского и Нерчинского, было выделено из Иркутской губернии и преобразовано в самостоятельную Забайкальскую область.
Приказом императора Николая I 17 (30) марта 1851 года было образовано Забайкальское казачье войско. В состав войска вошли три конных полка и три пеших бригады — Верхнеудинские 1-й, 2-й, 3-й русские полки, 4-й тунгусский (эвенкийский) полк, 5-й и 6-й бурятские полки. Войско несло внутреннюю службу и охраняло государственную границу России с Китаем.
В 1884 году Забайкальская область, прежде принадлежавшая к Восточно-Сибирскому генерал-губернаторству, вошла в состав вновь образованного Приамурского генерал-губернаторства.
В 1897 году в Чите вышла первая газета «Жизнь на восточной окраине» на русском и бурятском языках.
По данным переписи 1897 года население Забайкальской области составляло 672 072 человека.

### XX век
В 1900 году было открыто регулярное движение по Забайкальской железной дороге.

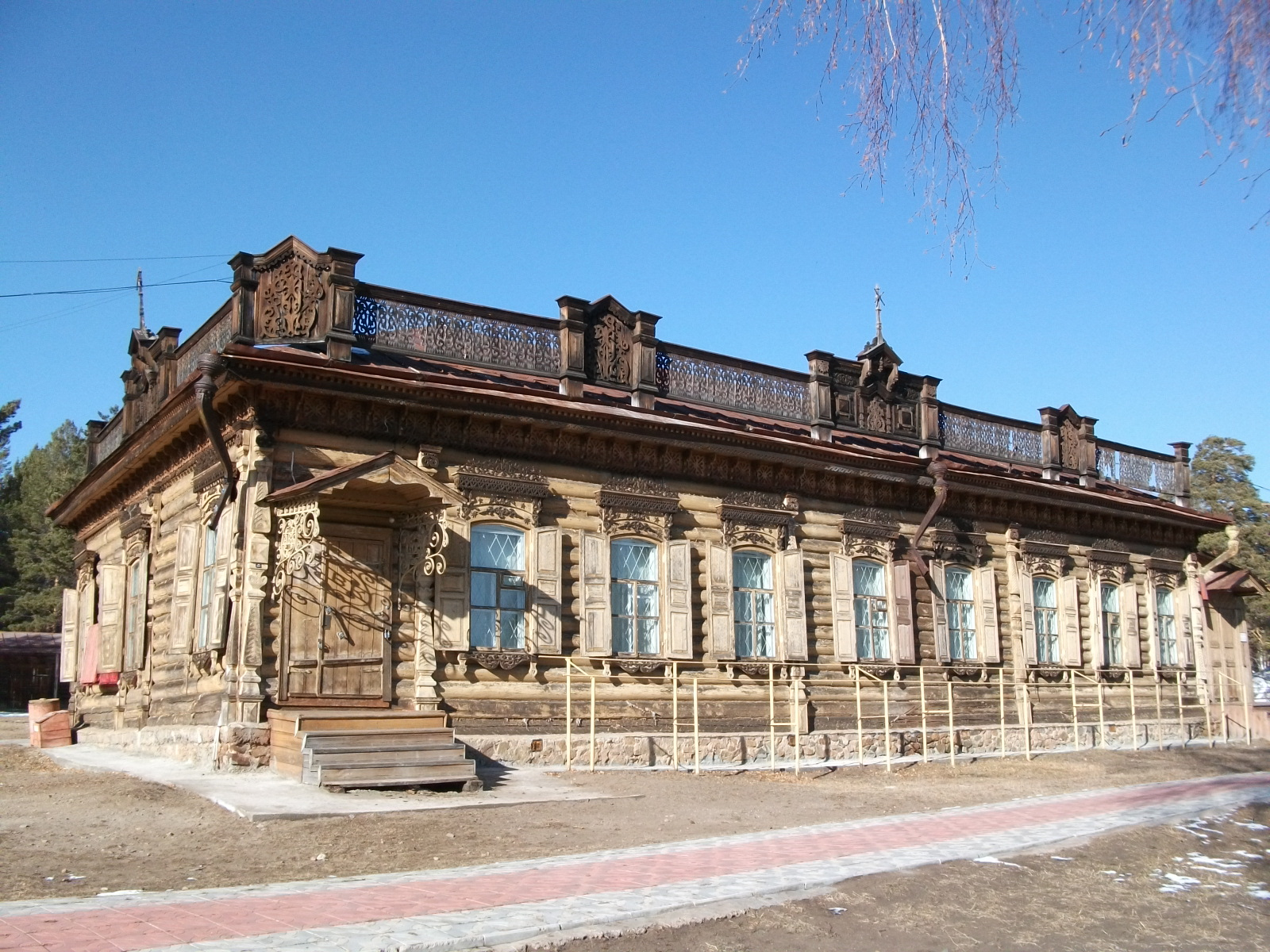
Купеческий дом
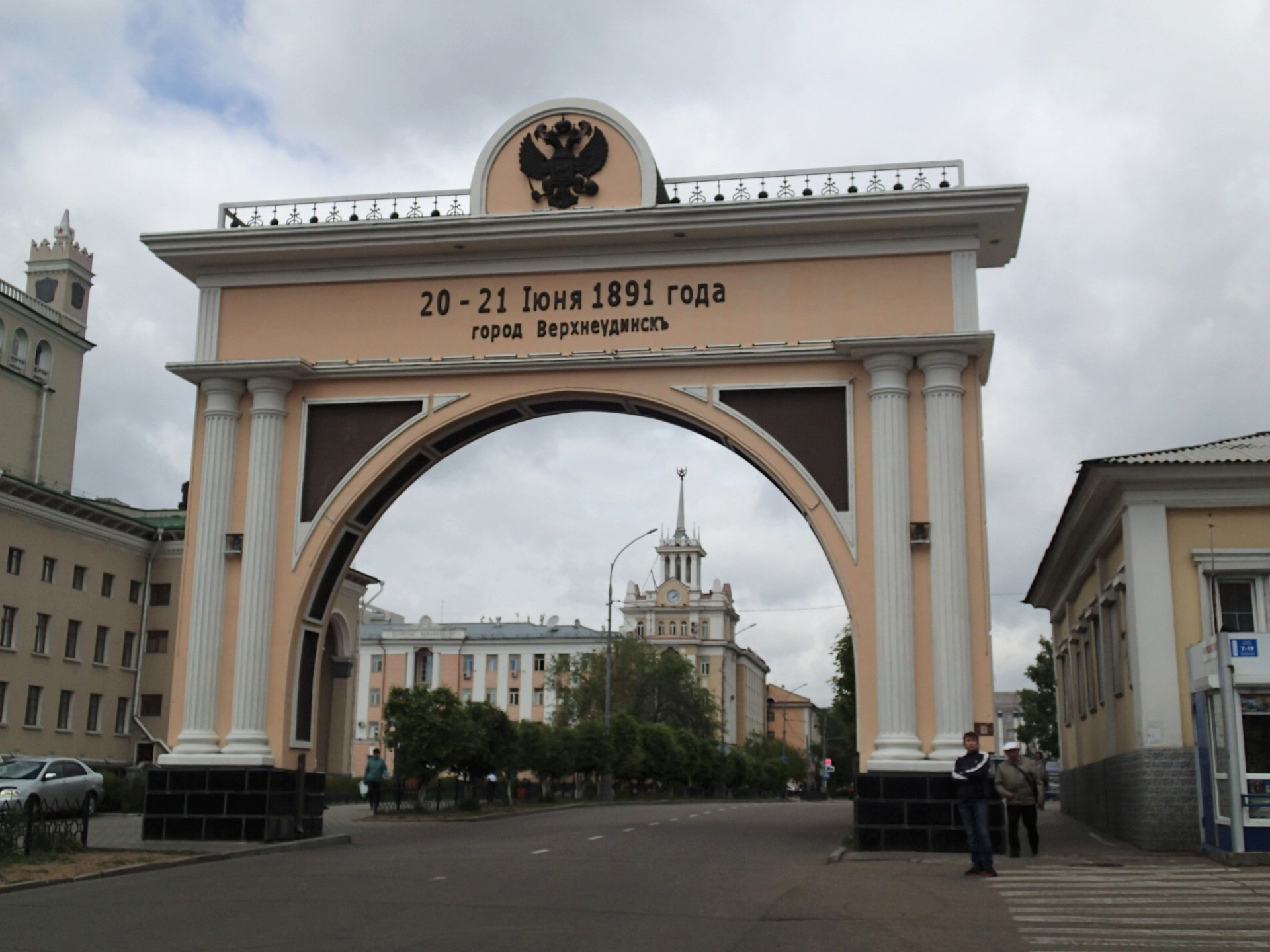
Царская триумфальная арка
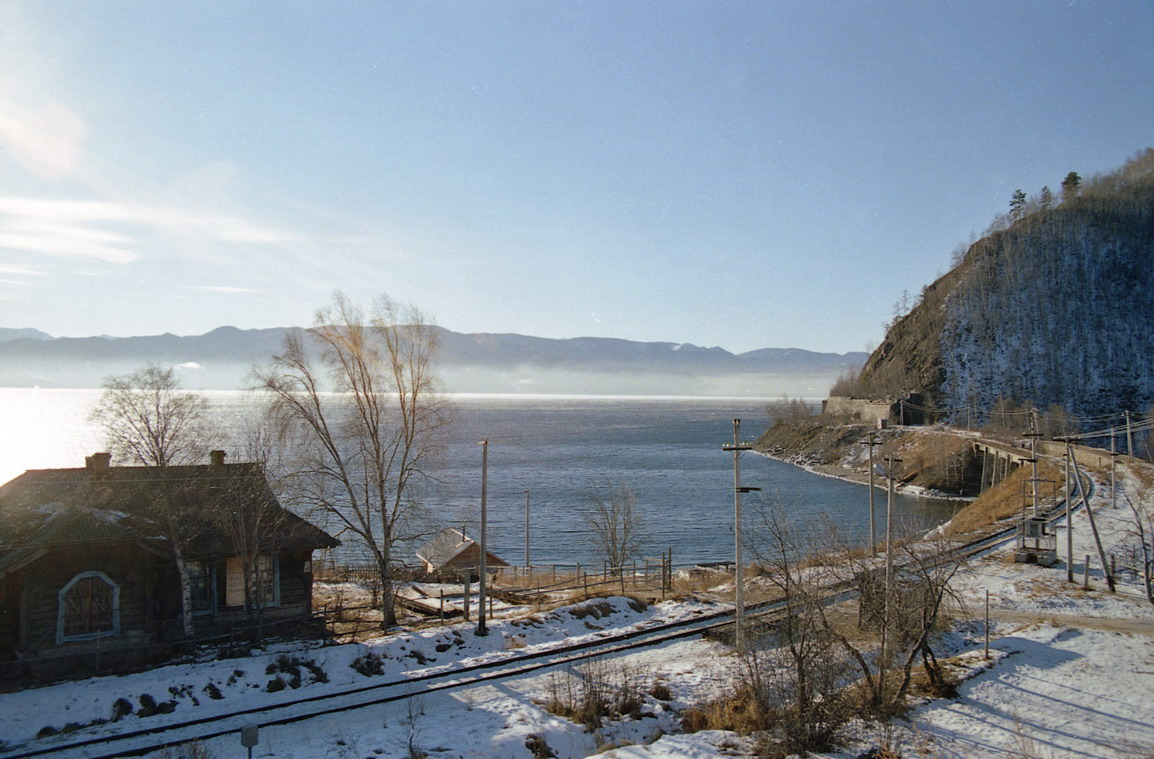
Кругобайкальская железная дорога

## В составе Советской республики

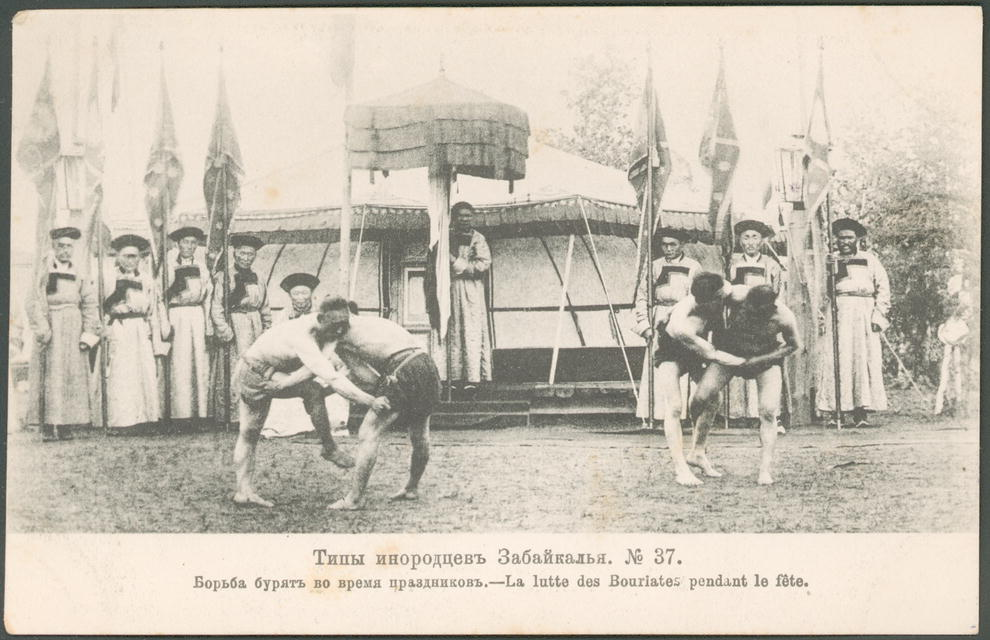
Национальная борьба на празднике. Открытка 1904 года.

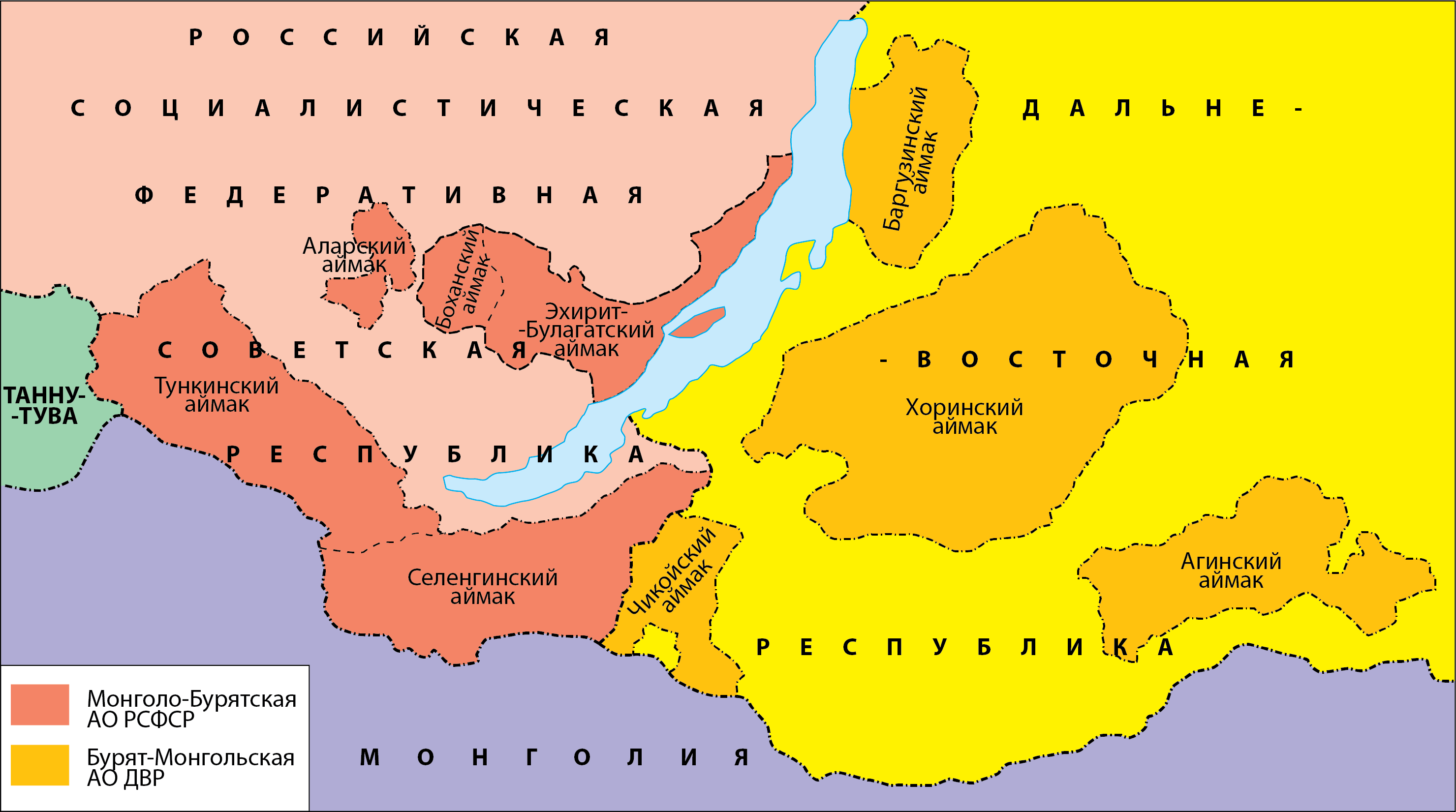
Монголо-Бурятская и Бурят-Монгольская АО в начале 1922 года

В 1917 году была образована первое национальное государство бурят — Государство Бурят-Монголия
В 1918 году Забайкальский съезд Советов провозгласил Забайкальскую область губернией.
Советская власть на территории Бурятии была установлена в феврале 1918 года, но уже летом 1918 года она была свергнута. В Забайкалье при поддержке японских войск установилась военная диктатура атамана Семёнова. В августе 1918 районы Бурятии вдоль Транссибирской магистрали оккупировали японские войска, а в апреле 1919 года — экспедиционный корпус армии США.
В 1919—1920 годах на территории Бурятии действовали несколько национальных и «белых» правительств — Государство Бурят-Монголия, теократическое Балагатское государство, Великое панмонгольское государство.
2 марта 1920 года Красная Армия при поддержке партизан вернула Верхнеудинск. Западная Бурятия вошла в состав РСФСР, восточная — в Дальневосточную республику (ДВР). Верхнеудинск в апреле — октябре 1920 года являлся столицей ДВР.
В 1921 году в составе ДВР была создана Бурят-Монгольская автономная область (Агинский, Баргузинский, Хоринский и Читинский аймаки; центр округа — Чита).
9 января 1922 года была образована Монголо-Бурятская автономная область в составе РСФСР (Тункинский, Аларский, Эхирит-Булагатский, Боханский и Селенгинский аймаки; центр округа — Иркутск). Органом управления является военно-революционный комитет, БурРевком. Первым руководителем БурРевкома (и, соответственно, советской Бурят-Монголии) являлся иркутский большевик, бурят М. Н. Ербанов.
После вывода иностранных интервентов с Дальнего Востока и присоединения ДВР к РСФСР, в ноябре 1922 года) обе автономные области объединились и 30 мая 1923 года была образована Бурят-Монгольская Автономная Советская Социалистическая Республика со столицей в г. Верхнеудинске, вошедшая в состав РСФСР. Эта дата считается днём образования Республики Бурятия.
30 июля 1930 года был образован Восточно-Сибирский край (краевой центр — Иркутск), в состав которого вошла Бурят-Монгольская АССР.
Период индустриализации в Бурятии знаменовался строительством крупных промышленных предприятий, значительным увеличением валового продукта, прочным вхождением в систему межхозяйственных связей СССР. Так, в годы первой и второй пятилеток были введены в эксплуатацию предприятия союзного значения: Улан-Удэнский паровозо-вагоноремонтный завод с теплоэлектроцентралью (1932—1937), механизированный стекольный завод (1930—1935), мельничный комбинат (1933—1935), Джидинский вольфрамо-молибденовый комбинат (1934—1936). В это же время были построены крупные предприятия местной промышленности: Улан-Удэнская городская электростанция, Улан-Удэнский судоремонтный завод, Верхне-Березовский кирпичный завод, известковый завод, валяльно-войлочная фабрика, два механизированных хлебозавода. За годы второй пятилетки было введено в строй 85 новых фабрик и заводов. К 1937 году в республике насчитывалось 140 крупных промышленных предприятий, доля промышленного производства в валовой продукции составила 71,1 %.

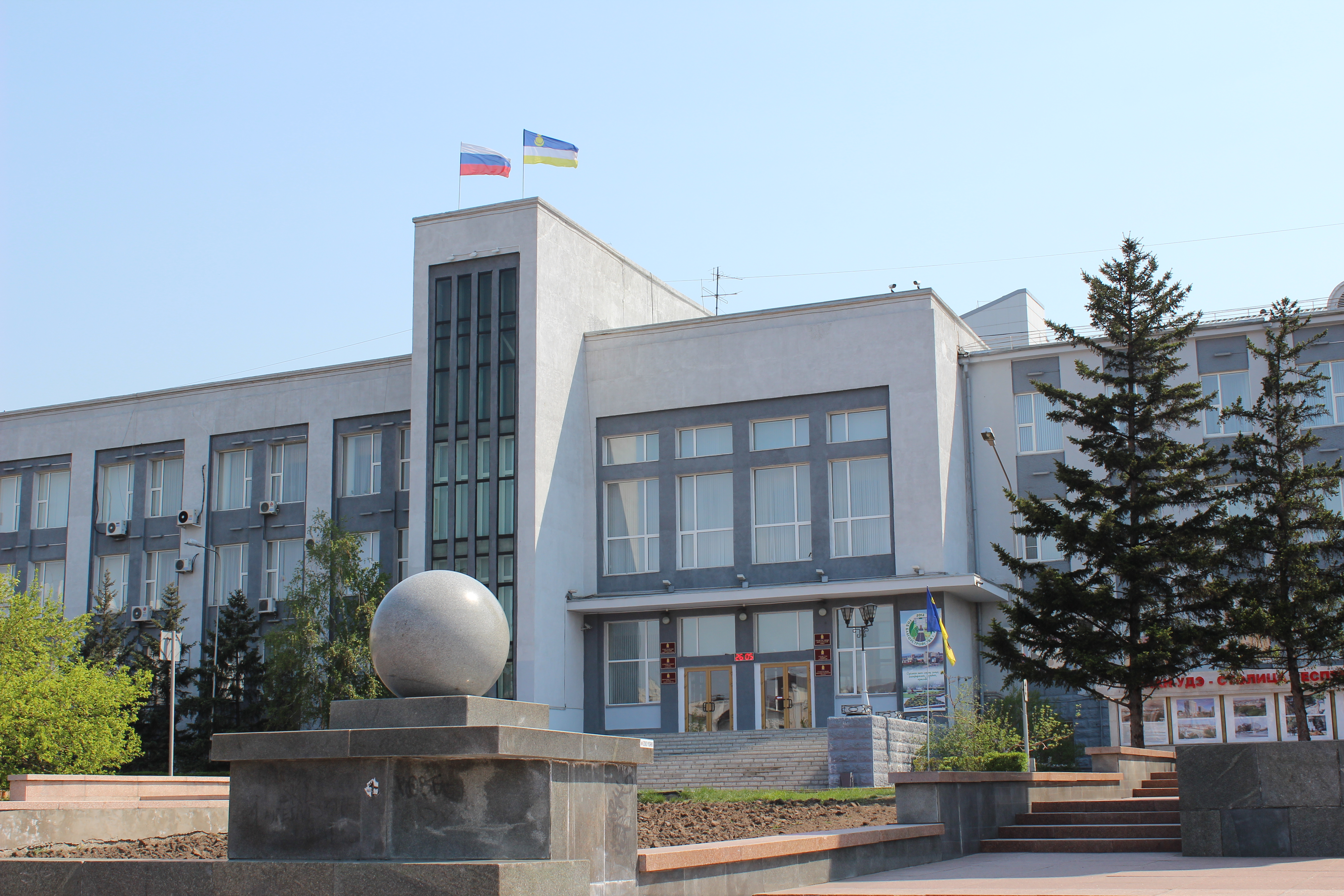
Здание мэрии Улан-Удэ

С образованием у бурят собственной республики в 1923 году официальным языком был объявлен бурят-монгольский язык. Буряты официально использовали свой вертикальный монгольский шрифт, который в силу того, что на письме использовался письменный монгольский классический язык, игнорировал диалектные различия бурят. Но в 1933 году этот шрифт был запрещён. Несмотря на этот запрет язык, все ещё продолжал официально носить название «бурят-монгольский язык».
В 1931—1938 годах бурят-монгольский язык был переведён на латинский шрифт. Латиница впервые наглядно показала диалектные различия бурят, но при этом бурятский язык, написанный на латинице, все ещё продолжал сохранять свою монгольскую основу языка: лексику, грамматические правила, стилистику и т. п. Ситуация начала меняться в 1939 году с введением кириллицы, когда за основу нового литературного языка была взята лишь разговорная форма языка, на котором в последующий период печатались все издания. Кириллица в силу своей графической особенности ещё более выявила диалектные различия бурят. Многие литературные письменные формы бурят-монгольского языка были формально признаны устаревшими и были исключены из употребления как в новом бурятском литературном языке, так и в монгольском языке при его переводе на кириллицу.
В 1934 году Верхнеудинск был переименован в Улан-Удэ.
5 декабря 1936 года Восточно-Сибирский край был разделён на Восточно-Сибирскую область (центр — Иркутск) и Бурят-Монгольскую АССР (столица — Улан-Удэ).
26 сентября 1937 году при разделении Восточно-Сибирской области на Иркутскую и Читинскую области из состава Бурят-Монгольской АССР выделены Усть-Ордынский и Агинский Бурятские национальные округа.

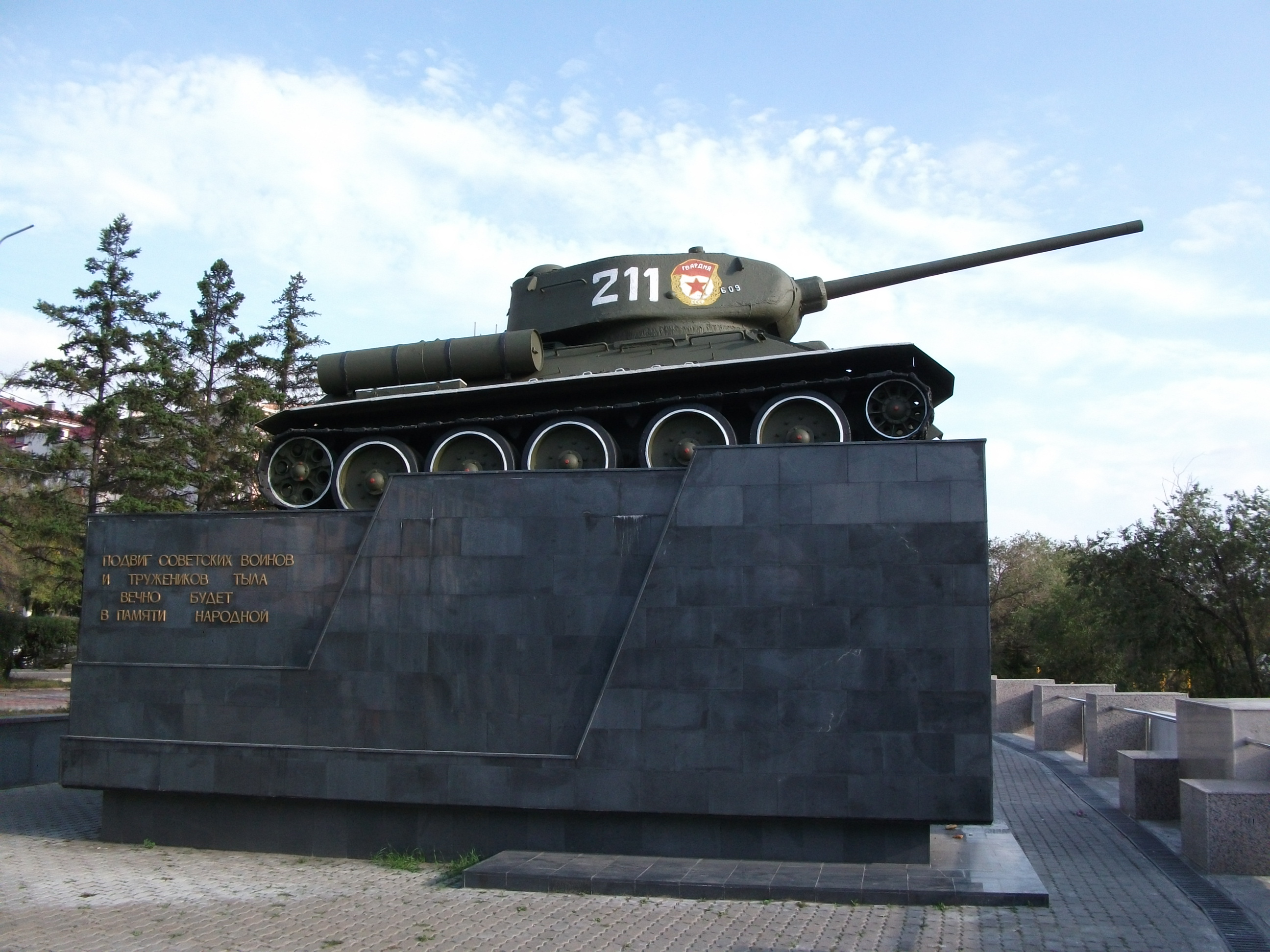
Памятник подвигу Советских воинов и тружеников тыла

Во время Великой Отечественной войны из Бурятии на фронт были призваны 120 тысяч человек, из них погибло 34,2 тысячи, и 6,5 тысяч вернулись инвалидами. 36 человек получили звание Героя Советского Союза, 11 человек стали полными кавалерами Ордена Славы, 37 тысяч человек награждены орденами и медалями.
7 июля 1958 года — Бурят-Монгольская АССР указом Президиума Верховного Совета СССР переименована в Бурятскую АССР.

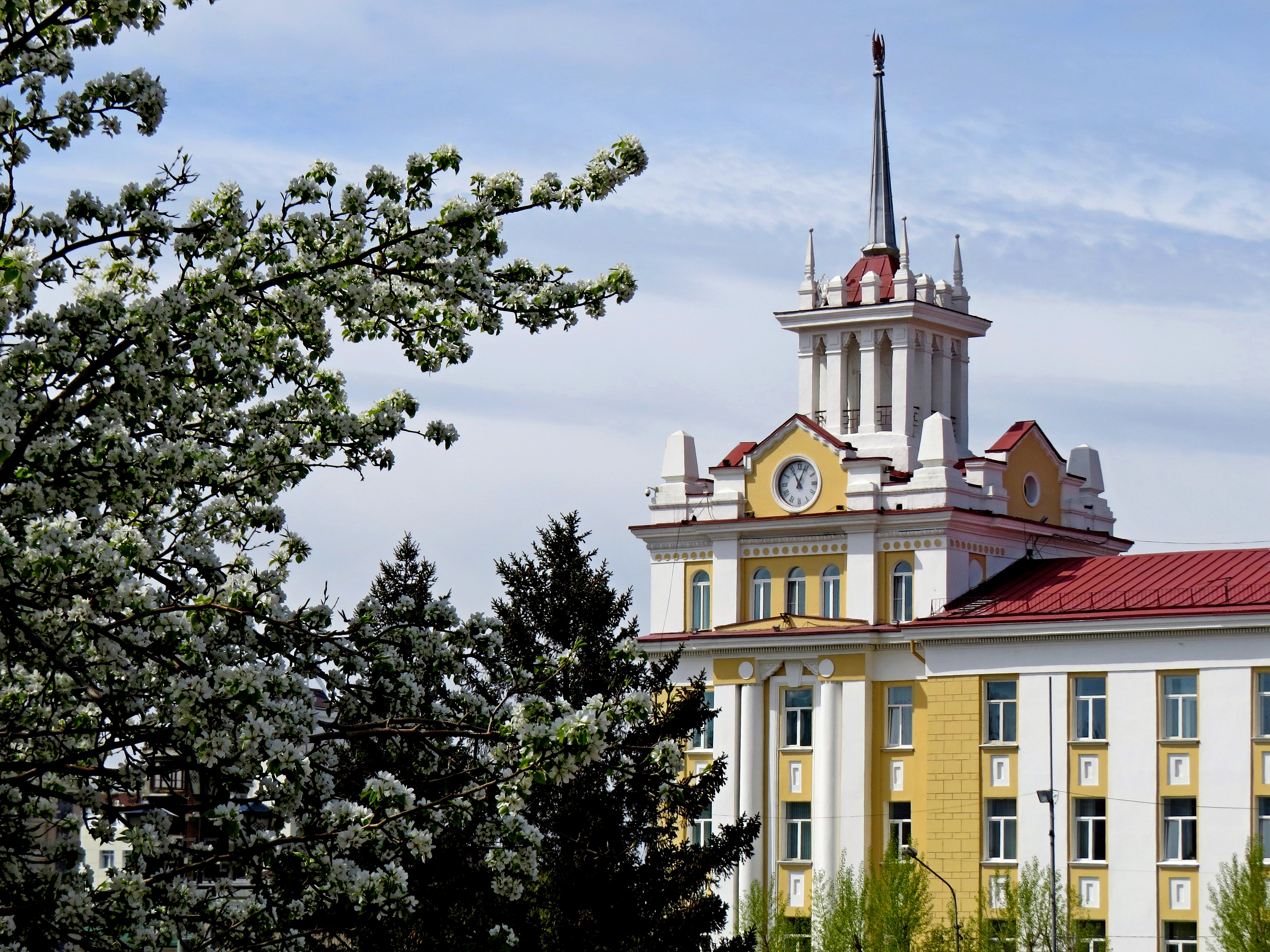
Здание Бурятского комитета радиовещания

8 октября 1990 года Верховным Советом Бурятской АССР была принята Декларация о государственном суверенитете Бурятской Советской Социалистической Республики. Согласно этому документу, Бурятия отказалась от статуса автономии и провозгласила государственный суверенитет Бурятской ССР на своей территории. Отныне носителем суверенитета и единственным источником власти в республике был провозглашён народ Бурятии. Было закреплено положение о том, что Бурятская ССР самостоятельна в решении любых вопросов государственной жизни, в том числе в проведении своей национальной, экономической, экологической, социальной, культурной, научной и кадровой политики. На территории республики провозглашалось верховенство Конституции и законов Бурятской ССР. Законы РСФСР и СССР объявлялись имеющими высшую юридическую силу на территории республики в том случае, если они приняты в соответствии с полномочиями, добровольно делегированными в ведение федеральных органов власти. Было указано, что Бурятская ССР имеет своё гражданство, а государственными языками в республике являются русский и бурятский. 24 апреля 2002 года Народным Хуралом Республики Бурятия принят Закон Республики Бурятия № 1004-II «О признании утратившей силу Декларации о государственном суверенитете Республики Бурятия»
В апреле 1990 года Леонид Потапов избран первым секретарём Бурятского областного комитета КПСС (выборы проводились на альтернативной основе). Он был избран членом ЦК КПСС (1990). В 1990—1993 годах он был народным депутатом России.
В октябре 1991 года на сессии Верховного Совета Бурятской ССР был избран председателем Верховного Совета республики. В декабре 1993 года он был избран членом Совета Федерации по Бурятскому двухмандатному избирательному округу № 3, набрав 39,06 % голосов. Он являлся членом Комитета по аграрной политике.

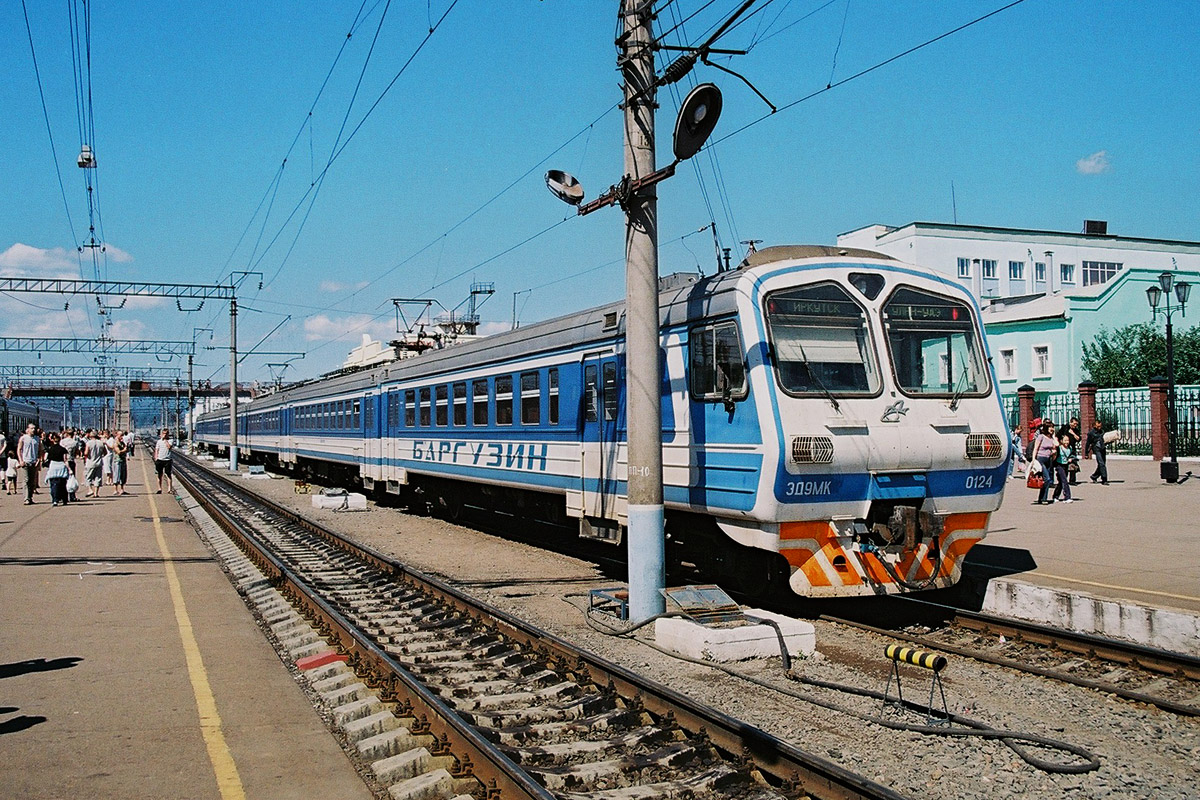
Железнодорожный транспорт
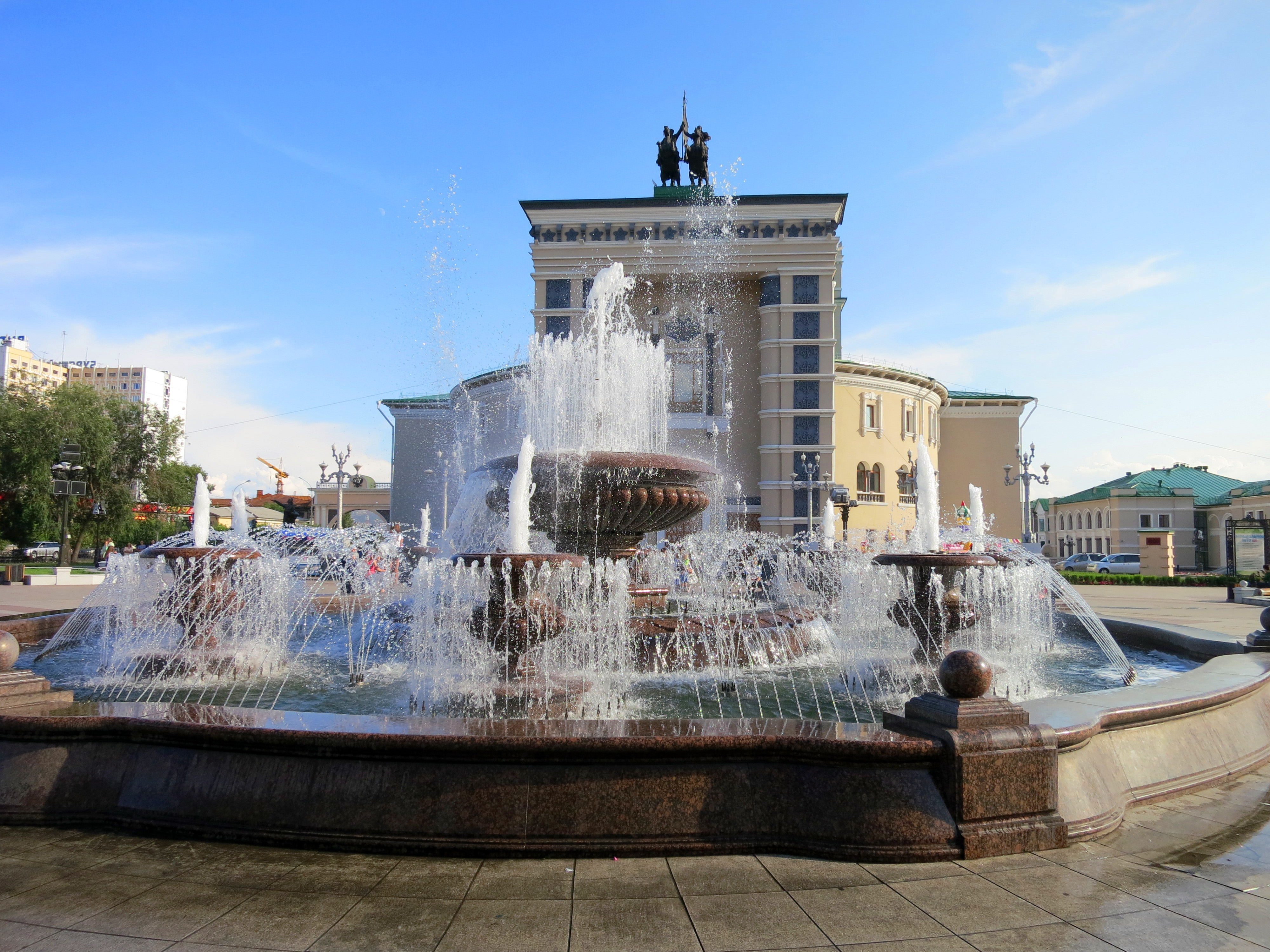
Бурятский театр оперы и балета
Площадь Советов г.Улан-Удэ
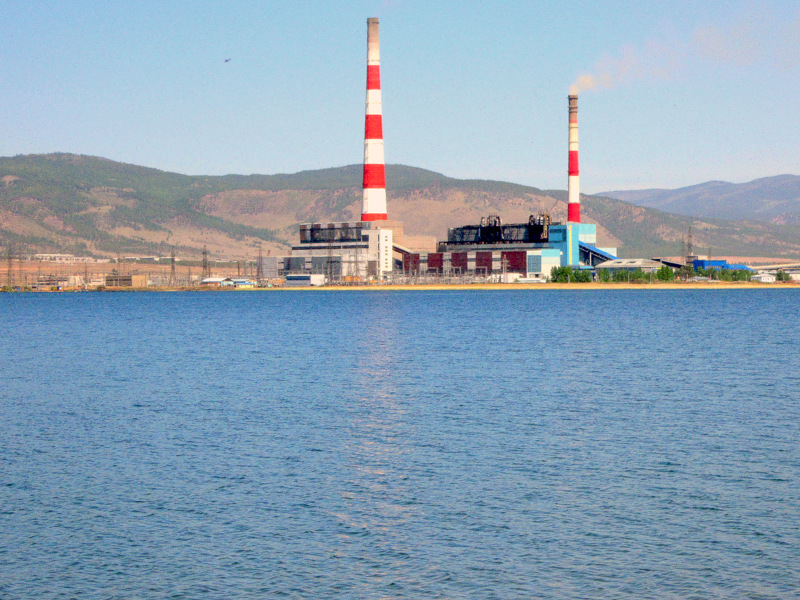
Гусиноозёрская ГРЭС

## В составе Российской Федерации

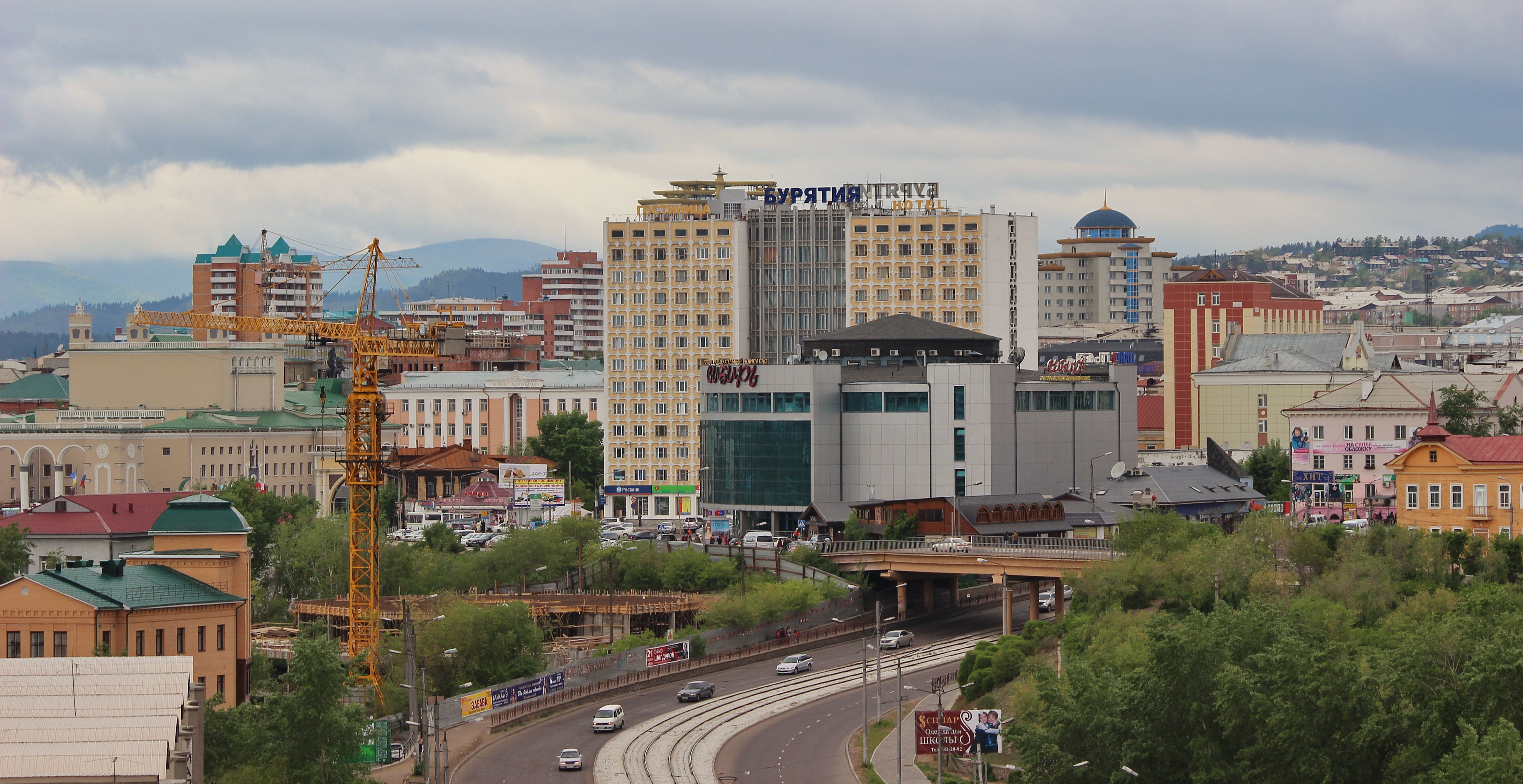
Центр Улан-Удэ

27 марта 1992 года Бурятская ССР была переименована в Республику Бурятия.
В результате выборов 1994 года Леонид Потапов стал первым Президентом и одновременно Председателем Правительства Республики Бурятия.
На президентских выборах 21 июня 1998 года, Леонид Потапов был избран на второй президентский срок (63,3 % голосов избирателей, участвовавших в выборах).
В 2000 году при образовании федеральных округов России Бурятия была включена в состав Сибирского федерального округа.
23 июня 2002 года Леонид Потапов был избран Президентом Республики Бурятия на третий срок, одержав победу уже в первом туре выборов и набрав более 67 % голосов избирателей, значительно опередив своего основного соперника — депутата Государственной Думы Бато Семёнова.
4 июня 2007 года Президент России Владимир Путин внёс кандидатуру Вячеслава Наговицына на рассмотрение Народного Хурала Республики Бурятия для наделения его полномочиями Президента Республики Бурятия. 15 июня Народный Хурал утвердил Вячеслава Наговицына в должности Президента, Председателя Правительства Республики Бурятия.
В июле 2011 Бурятия отметила 350-летие вхождения в состав России.
5 мая 2012 года Президент России Дмитрий Медведев внёс в Народный Хурал республики Бурятия кандидатуру Вячеслава Наговицына для наделения его полномочиями Главы Республики Бурятия.
11 мая 2012 года Президент России Владимир Путин принял досрочную отставку президента Республики Бурятия, указ вступил в силу 12 мая 2012 года.
12 мая 2012 года Народный Хурал Республики Бурятия утвердил Вячеслава Наговицына на посту Главы Республики Бурятия. В тот же день в Оперном театре состоялась инаугурация Вячеслава Наговицына.
30 мая 2013 года Бурятия отметила 90-летие со дня образования.
7 февраля 2017 года Вячеслав Наговицын объявил об отставке. В тот же день освобождён от должности Указом президента России Владимира Путина. Временно исполняющим обязанности Главы Республики Бурятия «до вступления в должность лица, избранного Главой Республики Бурятия» назначен Алексей Цыденов, который на выборах 10 сентября одержал победу, набрав 87,43 % голосов избирателей. Вступил в должность Главы Республики Бурятия 22 сентября 2017 года.
3 ноября 2018 года Бурятия была переведена в Дальневосточный федеральный округ.
В 2019 году — в Дальневосточный экономический район (до того входила в Восточно-Сибирский экономический район).
11 сентября 2022 года на выборах главы Республики Бурятия Алексей Цыденов одержал победу в первом туре (набрав 86,23 % голосов) и был переизбран на второй срок.